# Экономика Мэриленда

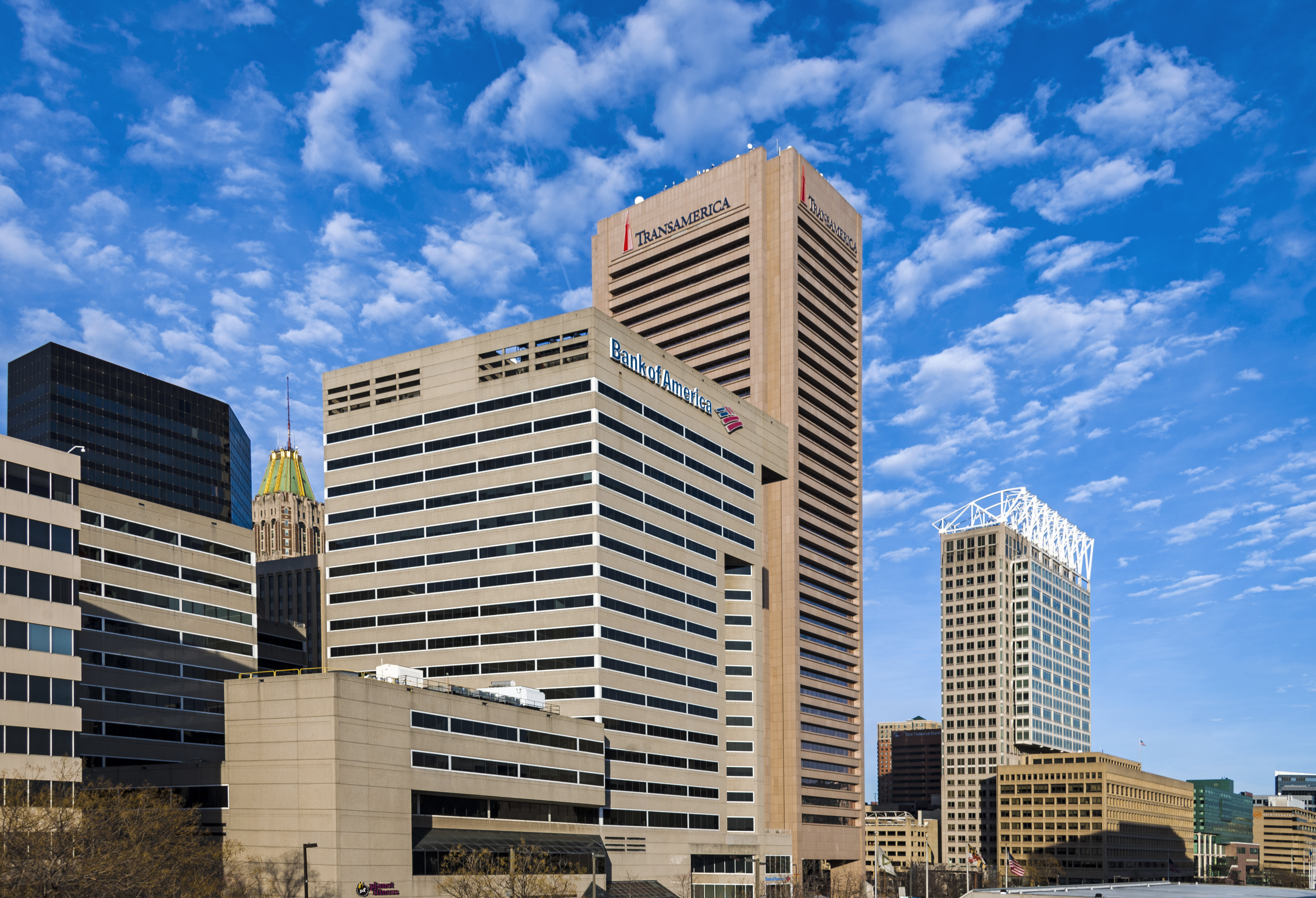
Даунтаун Балтимора — финансовый центр штата

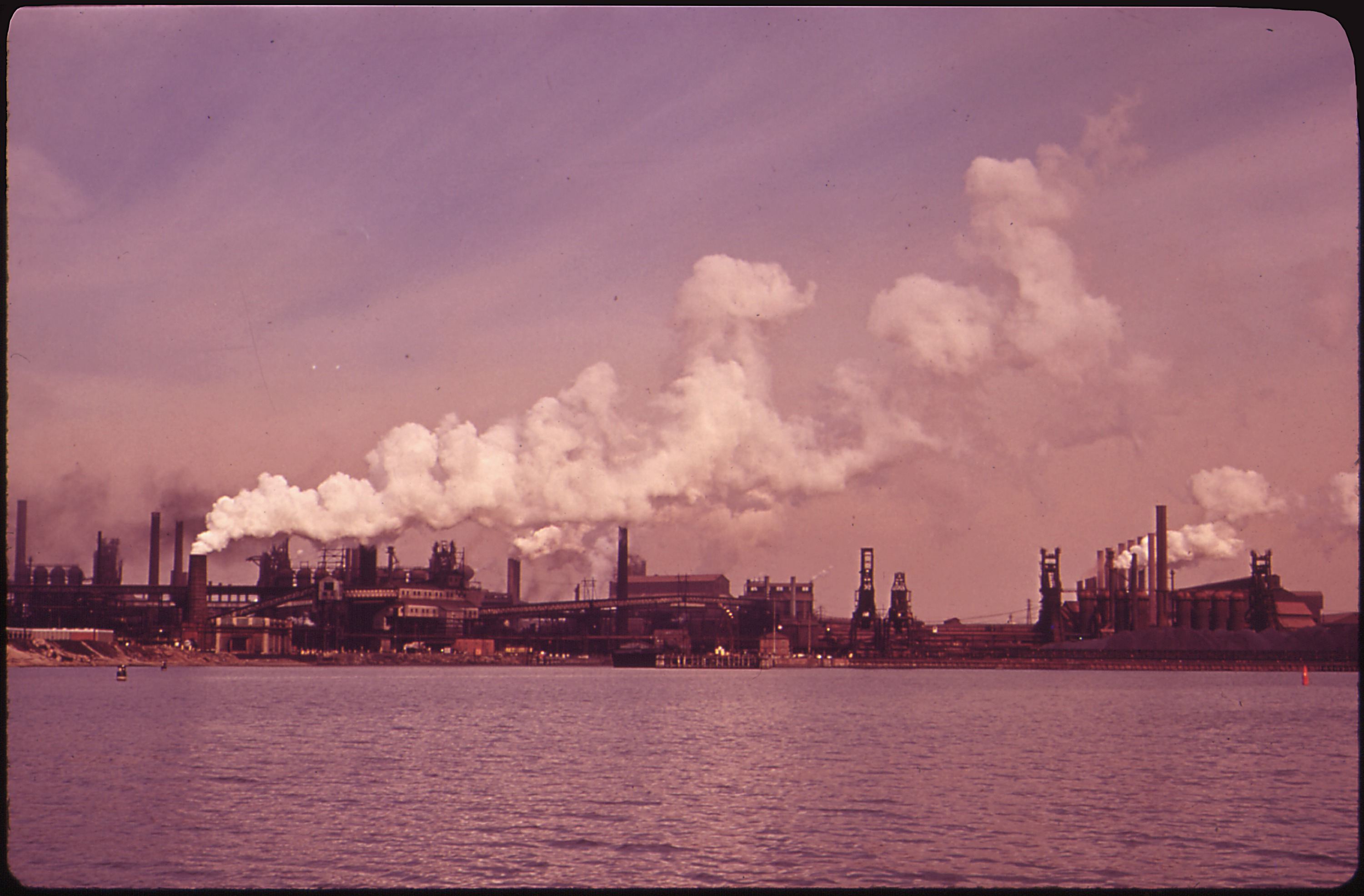
Завод Bethlehem Steel в Спэрроуз-Пойнт

Экономика штата Мэриленд имеет значительную долю сектора государственных услуг (включая услуги федеральных и местных органов власти), за которым следуют сфера недвижимости, розничная торговля, медицинские, образовательные, социальные, транспортные, финансовые, профессиональные и технические услуги, а также военно-промышленный комплекс и электронная промышленность. В штате идёт активная деиндустриализация старых отраслей и постоянный рост доли сферы услуг. По состоянию на 2016 год валовой внутренний продукт Мэриленда составлял 382,4 млрд долларов (в 2010 году — 295,4 млрд долларов). Средний доход семьи превышает 72,5 тыс. долларов в месяц, что является самым высоким показателем в США.
Два округа Мэриленда, Хауард и Монтгомери, входят в десятку богатейших округов США. В рейтинге журнала Forbes города Бетесда и Балтимор входят в десятку лучших городов Америки. Мэриленд находится в числе лидеров в стране по числу миллионеров на душу населения, по доходам граждан на душу населения и занимает последнее место по уровню бедности.
Благодаря близости к Вашингтону в штате расположено множество федеральных ведомств и учреждений, а также различных исследовательских институтов и лабораторий, оборонных и биотехнологических компаний, компаний по работе с персоналом, государственных гражданских и военных медицинских и образовательных учреждений. Мэриленд занимает второе место в США по уровню развития технологического сектора. Округ Монтгомери — третий по величине биотехнологический кластер в США.       

## Районирование
Территория штата делится на пять экономических регионов:
- Западный (округа Гарретт, Аллегейни и Вашингтон).
- Столичный (округа Фредерик, Монтгомери и Принс-Джорджес).
- Южный (округа Чарльз, Сент-Мэрис и Калверт).
- Центральный (округа Анн-Арандел, Хауард, Карролл, Балтимор, Харфорд и город Балтимор).
- Восточный (округа Сисил, Кент, Куин-Анс, Толбот, Каролайн, Дорчестер, Уайкомико, Сомерсет и Вустер).

Самыми населёнными административными единицами Мэриленда являются Монтгомери (1,06 млн), Принс-Джорджес (910 тыс.), округ Балтимор (830 тыс.), город Балтимор (630 тыс.) и Анн-Арандел (570 тыс.).

## Крупнейшие компании
По состоянию на 2018 году крупнейшими публичными компаниями, штаб-квартиры которых расположены в Мэриленде, были Lockheed Martin (аэрокосмическая и электронная промышленность), Discovery Inc. (масс-медиа), Marriott International (гостиничное дело), AGNC Investment (финансовые услуги), Host Hotels & Resorts (гостиничное дело), McCormick & Company (специи, пряности и ароматизаторы) и T. Rowe Price (финансовые услуги). Крупнейшими частными работодателями штата являются компании Black & Decker, Lockheed Martin, Marriott International, Perdue Farms, McCormick & Company, Northrop Grumman, IBM, Verizon Communications, General Motors, Legg Mason и ZeniMax Media.

## Правительственные услуги

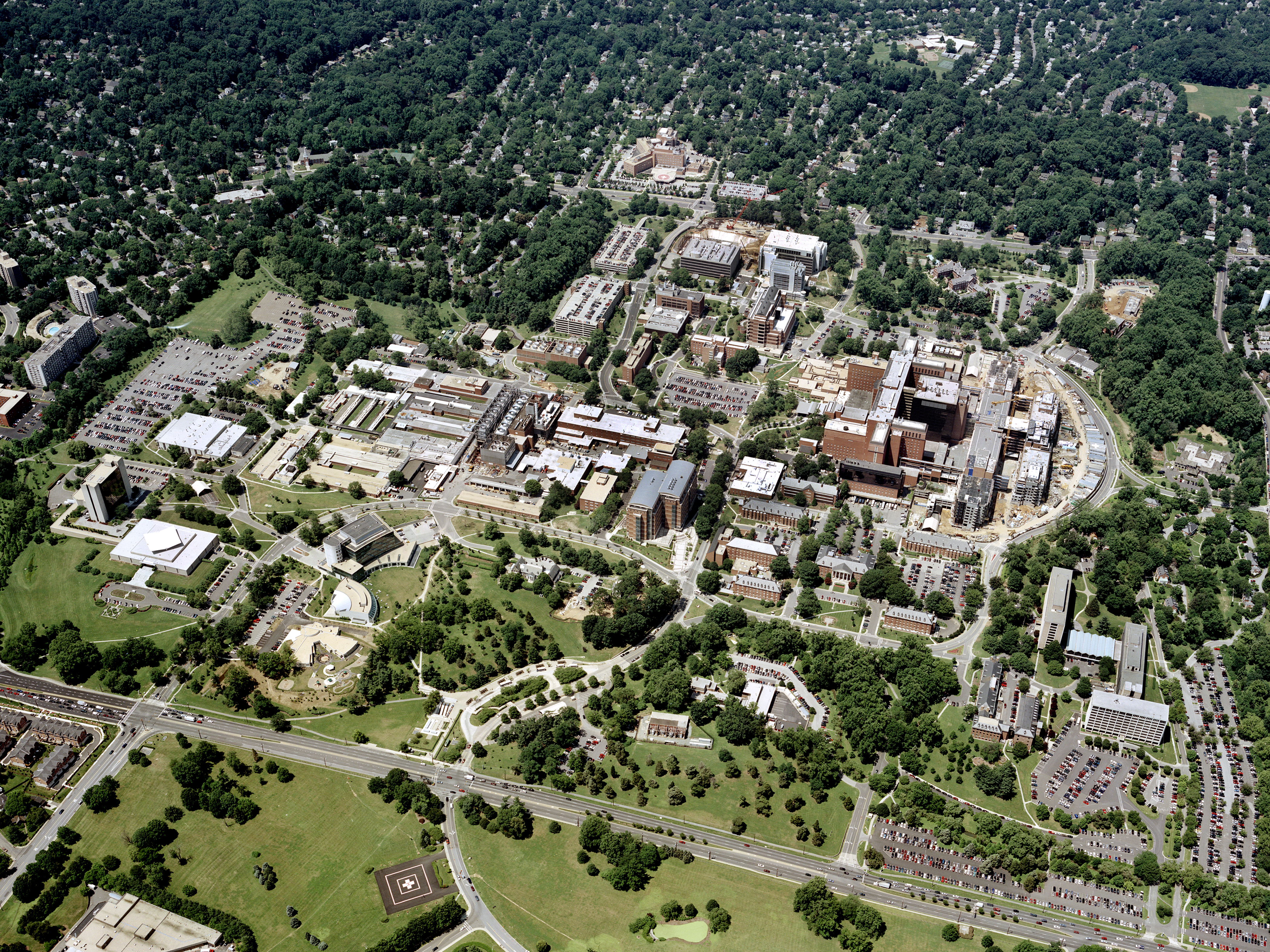
Национальные институты здравоохранения США

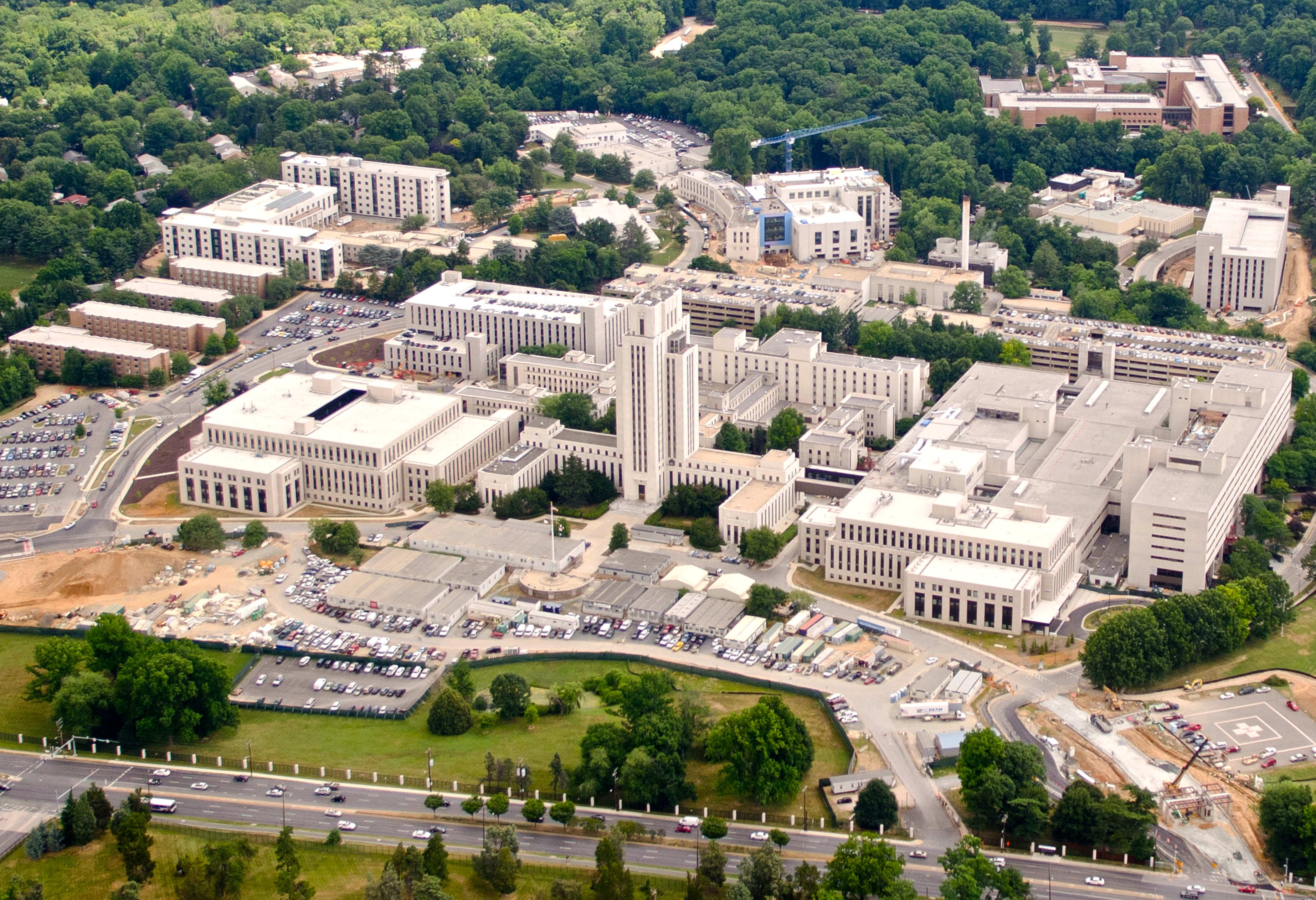
Национальный военно-медицинский центр имени Уолтера Рида

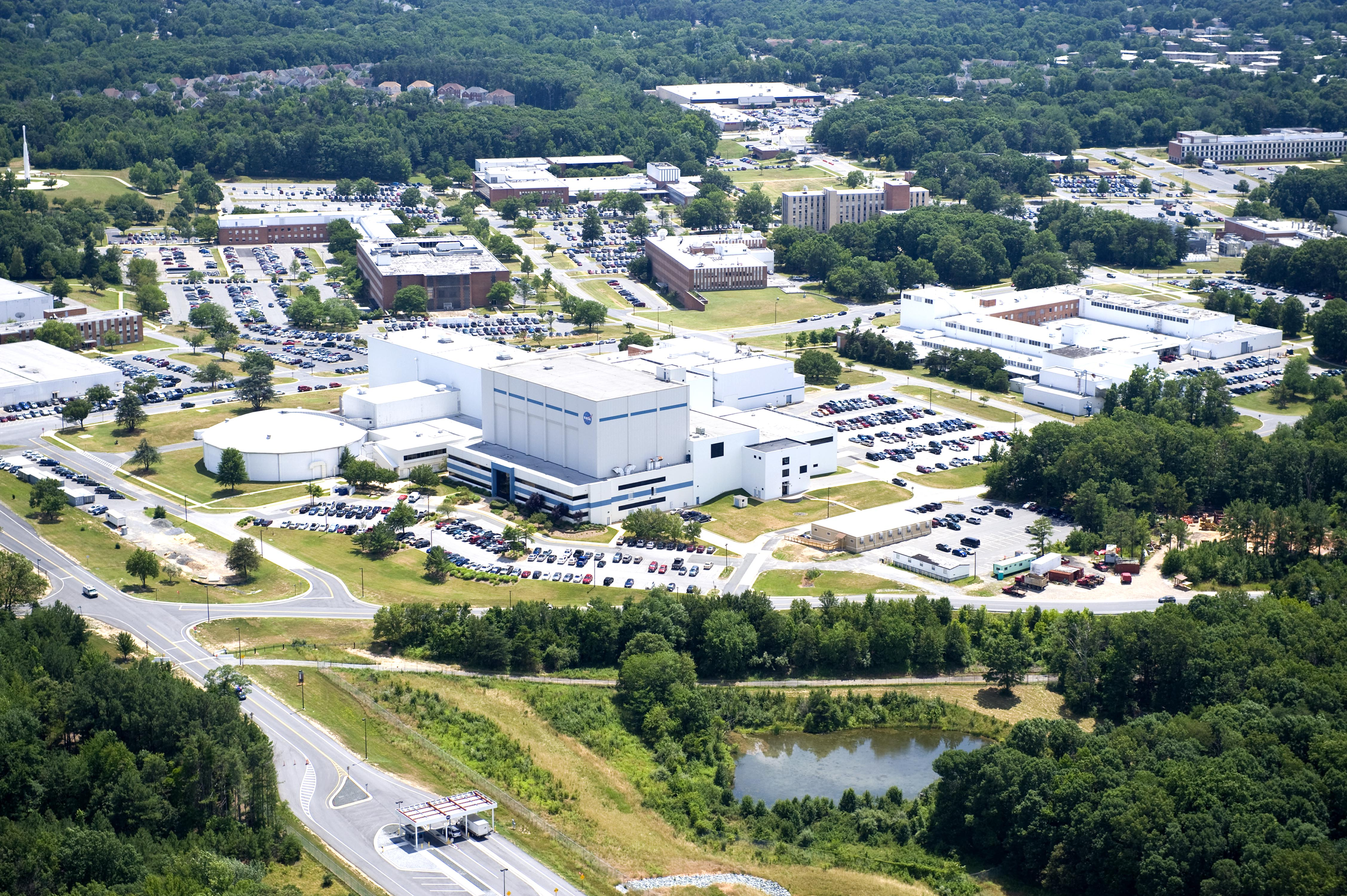
Центр космических полётов Годдарда

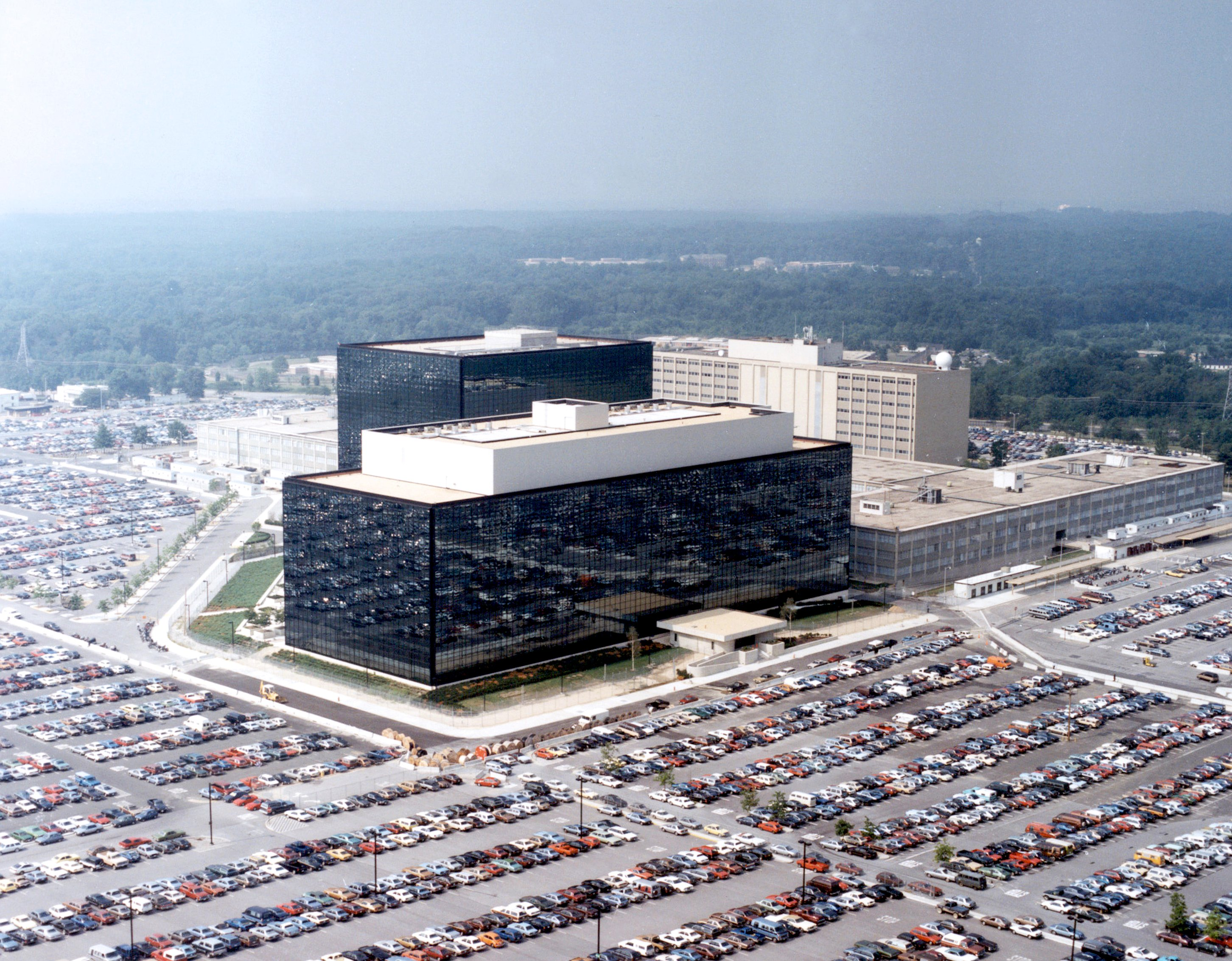
Агентство национальной безопасности

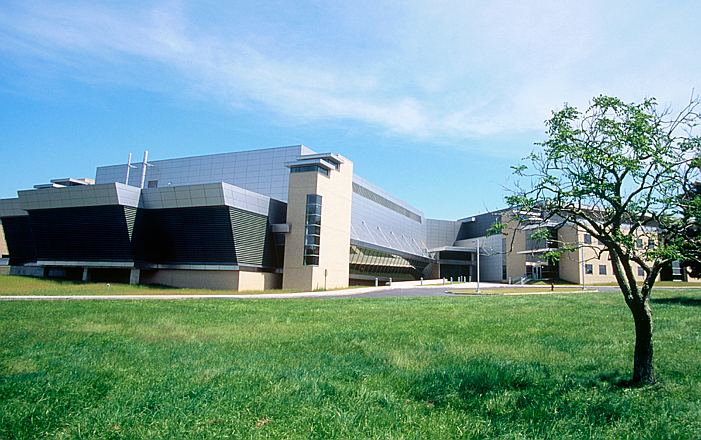
Национальный институт стандартов и технологий

По состоянию на 2009 год, правительственный сектор составлял 18 % ВВП Мэриленда. Из этого объёма чуть больше половины услуг предоставляло федеральное правительство, включая Вооружённые силы США, а остальное — правительство штата и местные органы власти. Крупнейшими федеральными работодателями Мэриленда являются Форт-Мид, в котором занято свыше 50 тыс. человек, и Министерство здравоохранения и социальных служб США; крупнейшими работодателями от лица местных властей являются Университетская система Мэриленда (свыше 20 тыс. сотрудников) и департамент образования, который руководит системой школьных округов. Большинство правительственных структур расположены в Столичном и Центральном регионах Мэриленда, за ними следует Южный регион.
В Бетесде (Монтгомери) базируются Национальный военно-медицинский центр имени Уолтера Рида, Национальные институты здравоохранения США, Национальный институт психического здоровья, Национальный институт неврологических расстройств и инсультов, Национальный институт аллергии и инфекционных заболеваний, Национальный институт диабета, пищеварительных и почечных заболеваний, Национальный институт сердца, лёгких и крови, Национальный глазной институт, Национальный институт артрита, заболеваний опорно-двигательной системы и кожных заболеваний, Национальный институт стоматологии и черепно-лицевых исследований, Национальный институт здоровья детей и развития человека, Национальный институт общих медицинских наук, Национальный институт злоупотребления наркотиками, Национальный институт старения, Национальный институт исследований генома человека, Национальный институт биомедицины и биоинженерии, Национальный центр нетрадиционной медицины, Национальная медицинская библиотека, Национальный центр биотехнологической информации и Комиссия по безопасности потребительских товаров.  
В Гейтерсберге (Монтгомери) базируется Национальный институт стандартов и технологий; в Роквилле (Монтгомери) — Национальный институт рака и Управление наркомании и психического здоровья; в Силвер-Спринге — Армейский научно-исследовательский институт имени Уолтера Рида, Военно-морской медицинский исследовательский центр, Национальное управление океанических и атмосферных исследований, Национальная метеорологическая служба и Национальная океаническая служба; в Джермантауне (Монтгомери) — офисы Министерства энергетики (в том числе Офис биологических и экологических исследований); в Уайт-Оуке (Монтгомери) — Управление по контролю качества пищевых продуктов и лекарственных препаратов; в Норт-Бетесде (Монтгомери) — Комиссия по ядерному регулированию и Управление исследований и услуг в сфере здравоохранения; в Потомаке (Монтгомери) — база Командования морских систем флота. 
в Сутленде (Принс-Джорджес) базируются Бюро переписи населения США и Бюро экономического анализа; в Нью-Каролтоне (Принс-Джорджес) — офисы Налогового управления США; в Колледж-Парке (Принс-Джорджес) — офисы Национального управления архивов и документации; в Гринбелте (Принс-Джорджес) — Центр космических полётов Годдарда; в Белтсвиле (Принс-Джорджес) — Сельскохозяйственный исследовательский центр имени Генри Уоллеса и Национальная сельскохозяйственная библиотека США; в Кэмп-Спрингсе (Принс-Джорджес) — авиабаза Эндрюс; в Аделфи (Принс-Джорджес) — Исследовательская лаборатория армии США; во Фредерике — база медицинского командования армии США Форт-Детрик (штаб Командования медицинских исследований и материального обеспечения, Медицинский исследовательский институт инфекционных заболеваний, Национальная лаборатория биологической защиты и Национальная лаборатория исследований рака); в Тармонте (Фредерик) — президентская резиденция Кэмп-Дэвид. 
В Форт-Миде (Анн-Арандел) базируются Агентство национальной безопасности, Центральная служба безопасности, Кибернетическое командование США и Агентство информационных систем Министерства обороны; в Аннаполисе — Военно-морская академия США; в Эджуотере (Анн-Арандел) — Исследовательский центр окружающей среды Смитсоновского института; в Вудлоне (округ Балтимор) — Управление социальной защиты и Центр услуг Медикэр и Медикейд; в Абердине (Харфорд) — Абердинский испытательный полигон; в Джесапе (Хауард) — тюрьма строгого режима Patuxent Institution.
В Патуксент-Ривер (Сент-Мэрис) базируется Командование воздушных систем флота; в Индиан-Хед (Чарльз) — база Командования морских систем флота (технологический дивизион взрывчатых веществ); в Чесапик-Бич (Калверт) — Исследовательская лаборатория военно-морского флота.
Благодаря значительному присутствию федеральных учреждений Мэриленд играет ключевую роль в сфере биотехнологических, медицинских, космических, информационных, математических, метеорологических, экологических, энергетических, финансово-экономических, сельскохозяйственных, демографических и социальных исследований (в том числе со значительным военным уклоном). В штате один из высочайших в стране уровней концентрации учёных, преподавателей, технических специалистов (в том числе инженеров и работников сектора информационных технологий), врачей и юристов на душу населения.

## Торговля

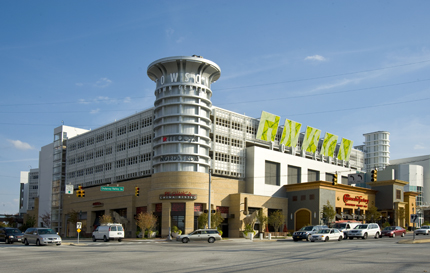
Towson Town Center

В Балтиморе расположена штаб-квартира сети продуктовых мини-маркетов и заправок Royal Farms, в Ландовере (Принс-Джорджес) — штаб-квартира сети супермаркетов и аптек Giant Food (входит в состав голландской группы Ahold Delhaize), в Боуи (Принс-Джорджес) — штаб-квартира сети супермаркетов и аптек Shoppers Food & Pharmacy (входит в состав группы SuperValu), в Норт-Бетесде (Монтгомери) — штаб-квартира сети винных магазинов Total Wine & More. В Хампстеде (Карролл) базируется компания JoS. A. Bank Clothiers, входящая в состав группы Tailored Brands (сеть магазинов мужской одежды). 
В Мэриленде работают сети супермаркетов Walmart, Sam’s Club, Target, Safeway, Costco, Food Lion, Weis Markets, BJ's Wholesale Club, Giant Eagle, ShopRite и Wegmans, сети универмагов Sears, Macy’s, T.J. Maxx, J. C. Penney, Nordstrom, Burlington, Kohl's, Boscov's, Hecht's, Belk, Saks Fifth Avenue и Lord & Taylor, сети строительных и хозяйственных магазинов The Home Depot и Lowe’s, сеть мебельных магазинов IKEA, сеть магазинов электроники Best Buy, сеть аптек Rite Aid, сеть парфюмерно-косметических магазинов Sephora, сеть магазинов канцтоваров Staples, сеть книжных магазинов Barnes & Noble, сеть магазинов спорттоваров Dick's Sporting Goods, сеть детских магазинов Toys "R" Us, сети ресторанов и кофеен McDonald’s, Pizza Hut, T.G.I. Friday’s, Burger King, Sbarro, Wendy’s, Sheetz, Starbucks и Dave & Buster's.
Крупнейшими торговыми центрами Мэриленда являются Westfield Wheaton (Уитон, округ Монтгомери, 153 300 м²), Arundel Mills (Хановер, округ Анн-Арандел, 151 000 м²), Westfield Annapolis (Парол, округ Анн-Арандел, 131 600 м²), The Mall in Columbia (Коламбия, округ Хауард, 130 000 м²), Westfield Montgomery (Бетесда, округ Монтгомери, 113 700 м²), White Marsh Mall (Уайт-Марш, округ Балтимор, 110 000 м²), Marley Station Mall (Глен-Берни, округ Анн-Арандел, 99 300 м²), Lakeforest Mall (Гейтерсберг, округ Монтгомери, 97 100 м²), Towson Town Center (Таусон, округ Балтимор, 97 000 м²), Security Square Mall (Вудлон, округ Балтимор, 97 000 м²), St. Charles Towne Center (Сент-Чарльз, округ Чарльз, 91 100 м²), Valley Mall (Хейгерстаун, округ Вашингтон, 85 000 м²), The Mall at Prince Georges (Хайяттсвилл, округ Принс-Джорджес, 84 600 м²), Beltway Plaza (Гринбелт, округ Принс-Джорджес, 84 000 м²), Bowie Town Center (Боуи, округ Принс-Джорджес, 70 100 м²) и Mondawmin Mall (город Балтимор, 65 000 м²).

## Транспорт, инфраструктура и связь

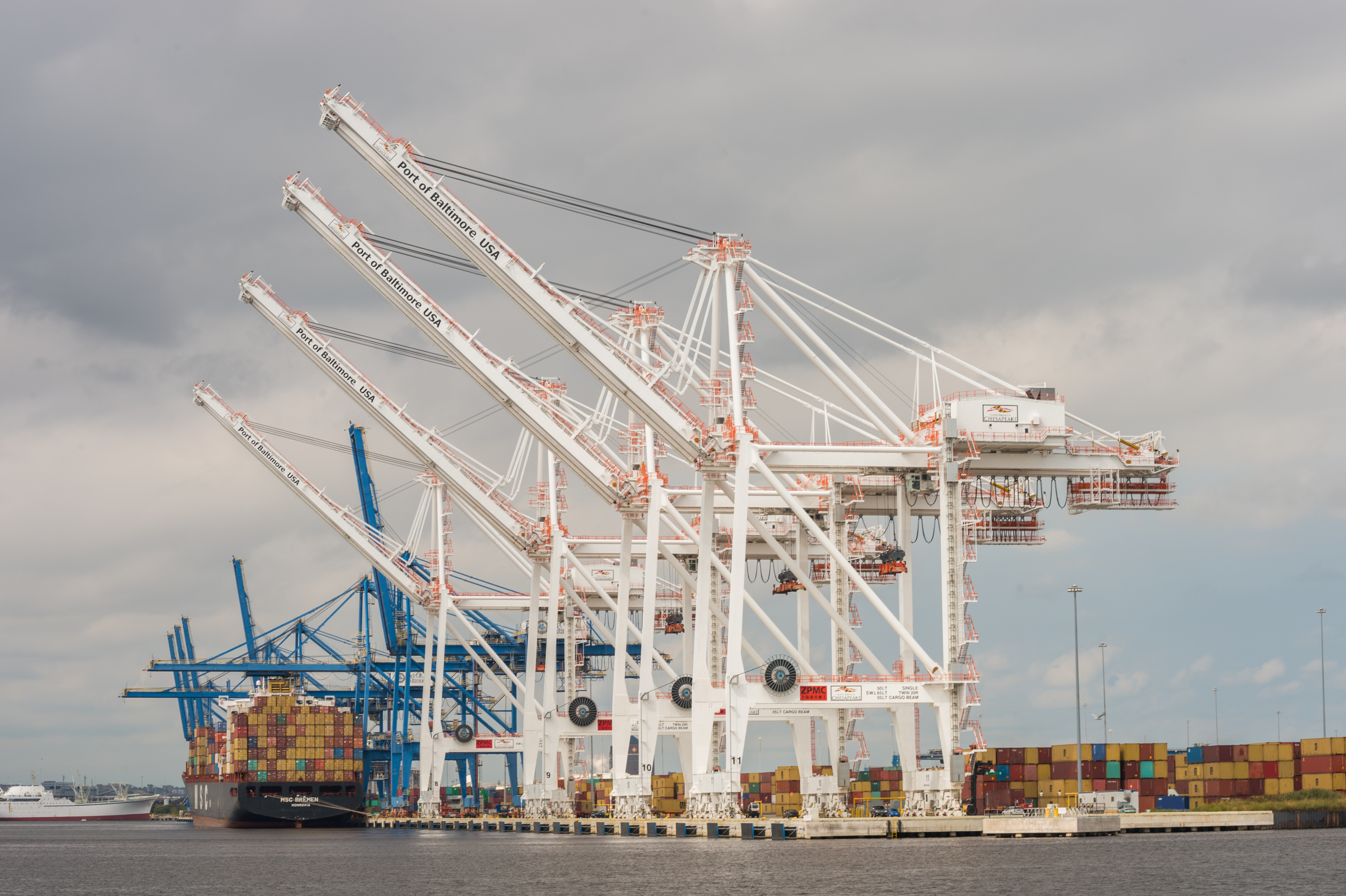
Порт Балтимора

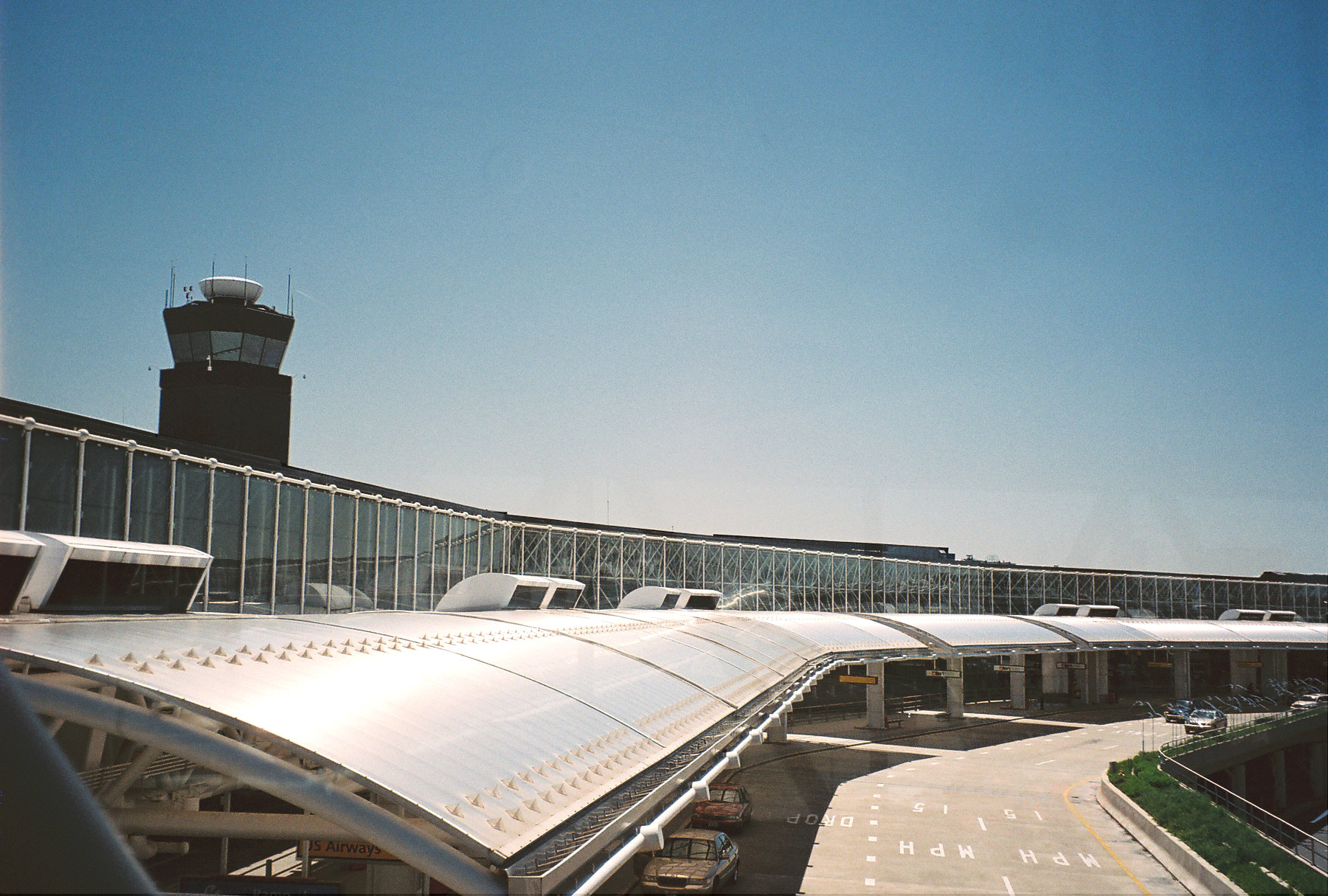
Аэропорт Балтимор-Вашингтон

Порт Балтимора специализируется на перевалке контейнеров, стали, алюминия, легковых и грузовых автомобилей, строительной техники, лесоматериалов, сахара, угля, железной руды, нефтепродуктов, химических удобрений, а также на обслуживании круизных лайнеров. Ежегодно через порт импортируется около 700 тыс. автомобилей, преимущественно из Западной Европы (крупнейшим клиентом порта является концерн Daimler). По тоннажу импортных грузов и по стоимости обработанных грузов порт Балтимора входит в десятку крупнейших портов США. Важное значение для Балтиморского порта имеет 22-километровый судоходный канал, соединяющий Чесапикский залив с рекой Делавэр (по нему проходит 40 % трафика порта). 
Возле Ласби расположен крупнейший в штате терминал по приёму сжиженного газа компании Dominion Resources (газовозы разгружаются у морской платформы, которая соединена с заводом и газохранилищами подводным газопроводом).   
В округе Анн-Арандел расположен международный аэропорт Балтимор-Вашингтон, ежегодно обслуживающий 26,5 млн пассажиров. Крупнейшими работодателями в аэропорту являются авиакомпании Southwest Airlines, AirTran Airways и Spirit Airlines. Часть пассажиропотока Мэриленда приходится на соседние аэропорты имени Даллеса и имени Рейгана, расположенные в штате Виргиния.  
В Солсбери расположена штаб-квартира авиакомпании Piedmont Airlines (входит в состав American Airlines Group). В Джермантауне базируется интернет-провайдер Hughes Communications, входящий в состав группы EchoStar (Колорадо). Также в штате работают телекоммуникационные компании Verizon Communications и AT&T, логистические компании United Parcel Service, FedEx и Dot Foods. Железнодорожная компания Baltimore and Ohio Railroad входит в состав группы CSX Transportation (Флорида).
Транспортное управление Мэриленда (Maryland Transportation Authority) отвечает за строительство и содержание платных дорог, мостов и туннелей в штате. Важное транспортное значение для Мэриленда имеют автомагистрали I-95, I-70, I-83, I-81, I-97 и I-68, 7-километровый мост через Чесапикский залив, который связывает округа Анн-Арандел и Куин-Анс, высокоскоростная железнодорожная линия Acela Express (Вашингтон — Балтимор — Филадельфия — Нью-Йорк — Бостон).

## Энергетика и коммунальное хозяйство
По состоянию на 2014 год 46,5 % электроэнергии Мэриленда производили угольные ТЭС, 37,9 % — АЭС, 6,6 % — газовые ТЭС, 4,3 % — ГЭС, 1,2 % — нефтяные ТЭС. Крупнейшая в штате энергетическая компания Baltimore Gas and Electric (Балтимор) входит в состав группы Exelon (Чикаго). В Хьюзвиле (Чарльз) базируется Southern Maryland Electric Cooperative.
В Ласби (округ Калверт) расположена АЭС Калверт-Клифс, принадлежащая Exelon; в Орчард-Бич (Анн-Арандел) — угольно-газовая ТЭС Герберт Вагнер и угольная ТЭС Брендон Шорс, принадлежащие Talen Energy (Пенсильвания); в Игл-Харборе (Принс-Джорджес) — угольно-газовая ТЭС Чалк-Пойнт, принадлежащая NRG Energy (Нью-Джерси); в Коновинго (Сисил) — ГЭС Коновинго, принадлежащая Exelon. В Лореле (Принс-Джорджес) расположен комплекс по переработке отходов компании Clean Harbors.

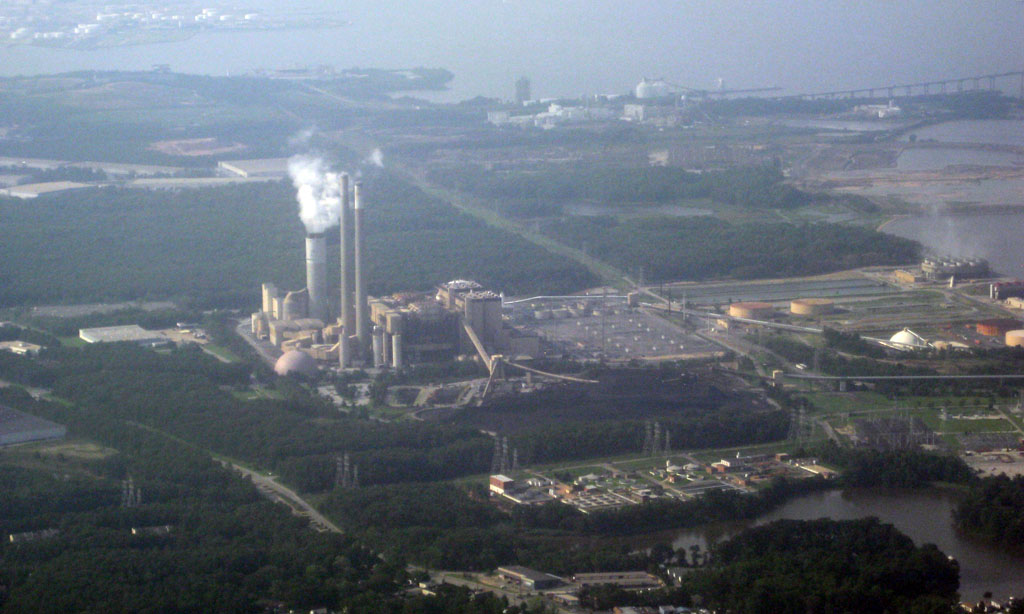
ТЭС Брендон Шорс
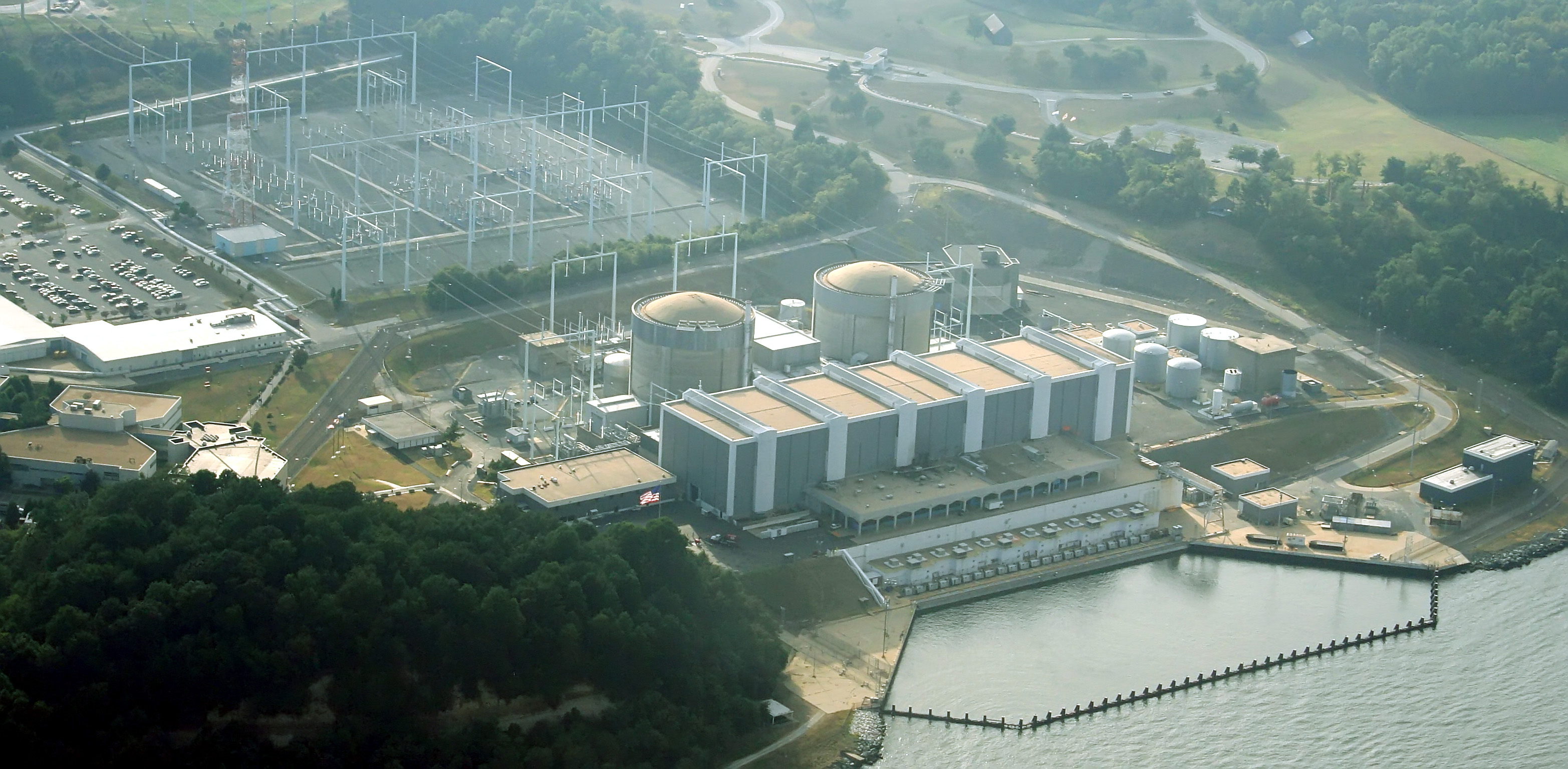
АЭС Калверт-Клифс
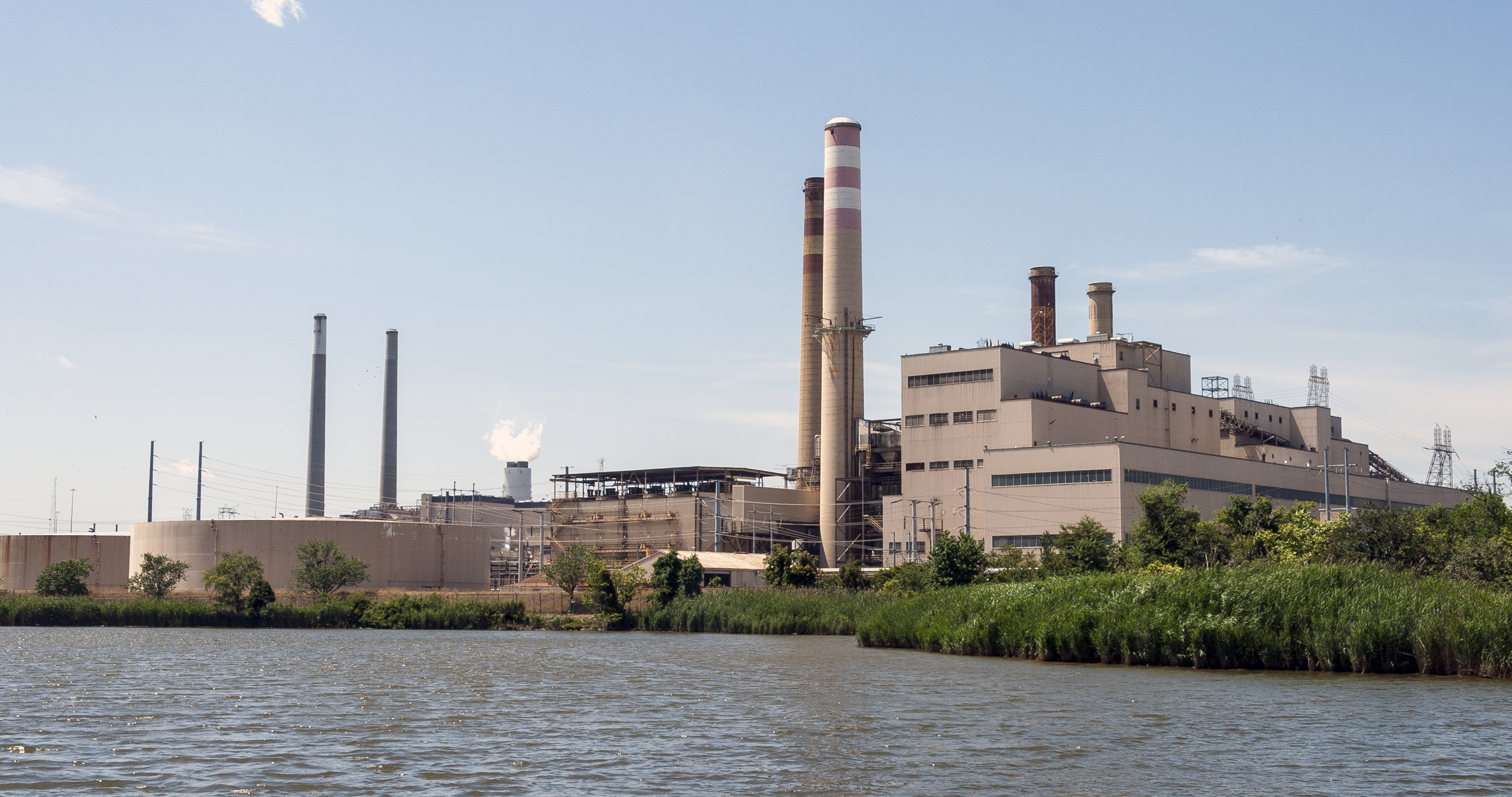
ТЭС Герберт Вагнер
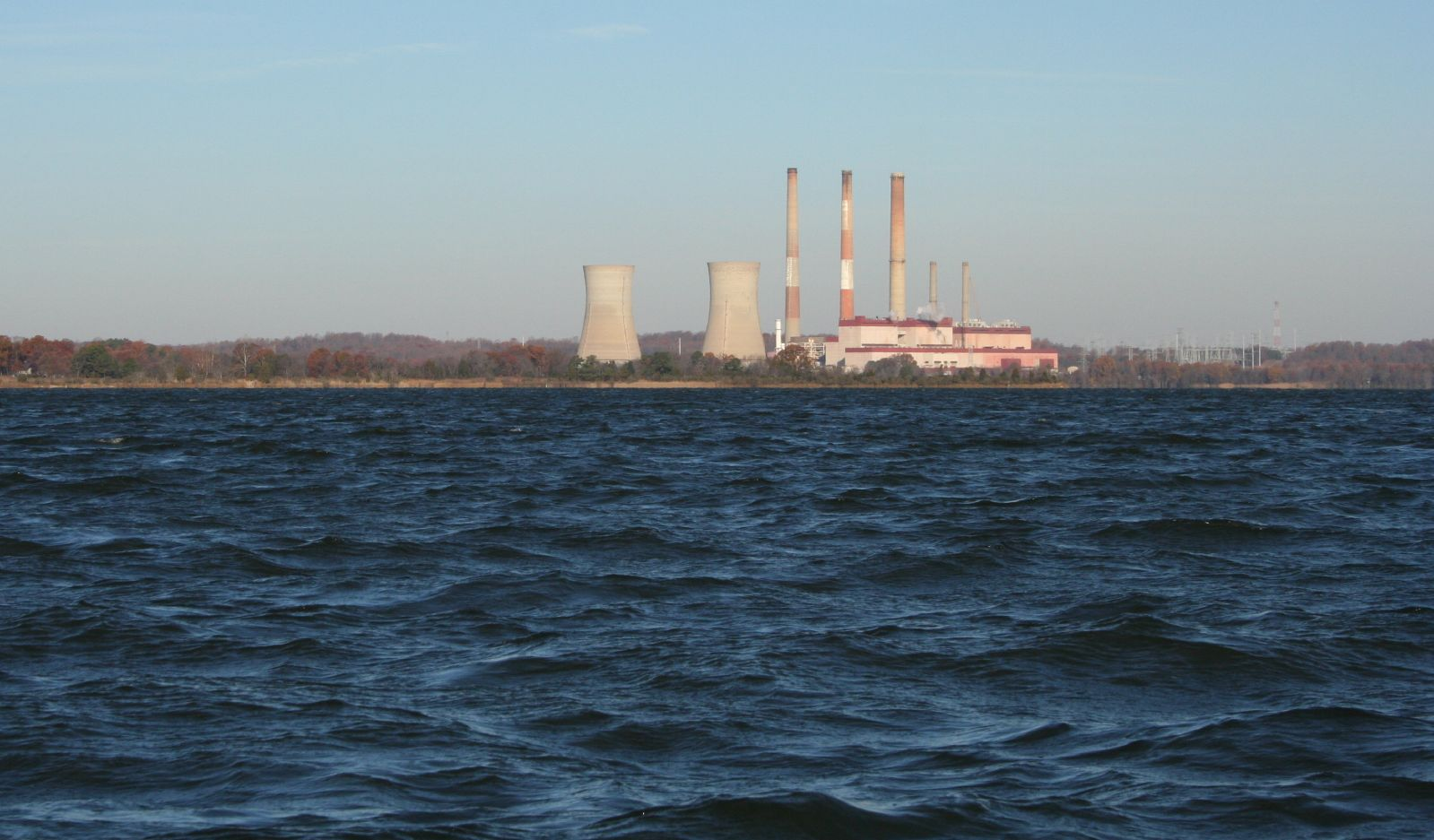
ТЭС Чалк-Пойнт
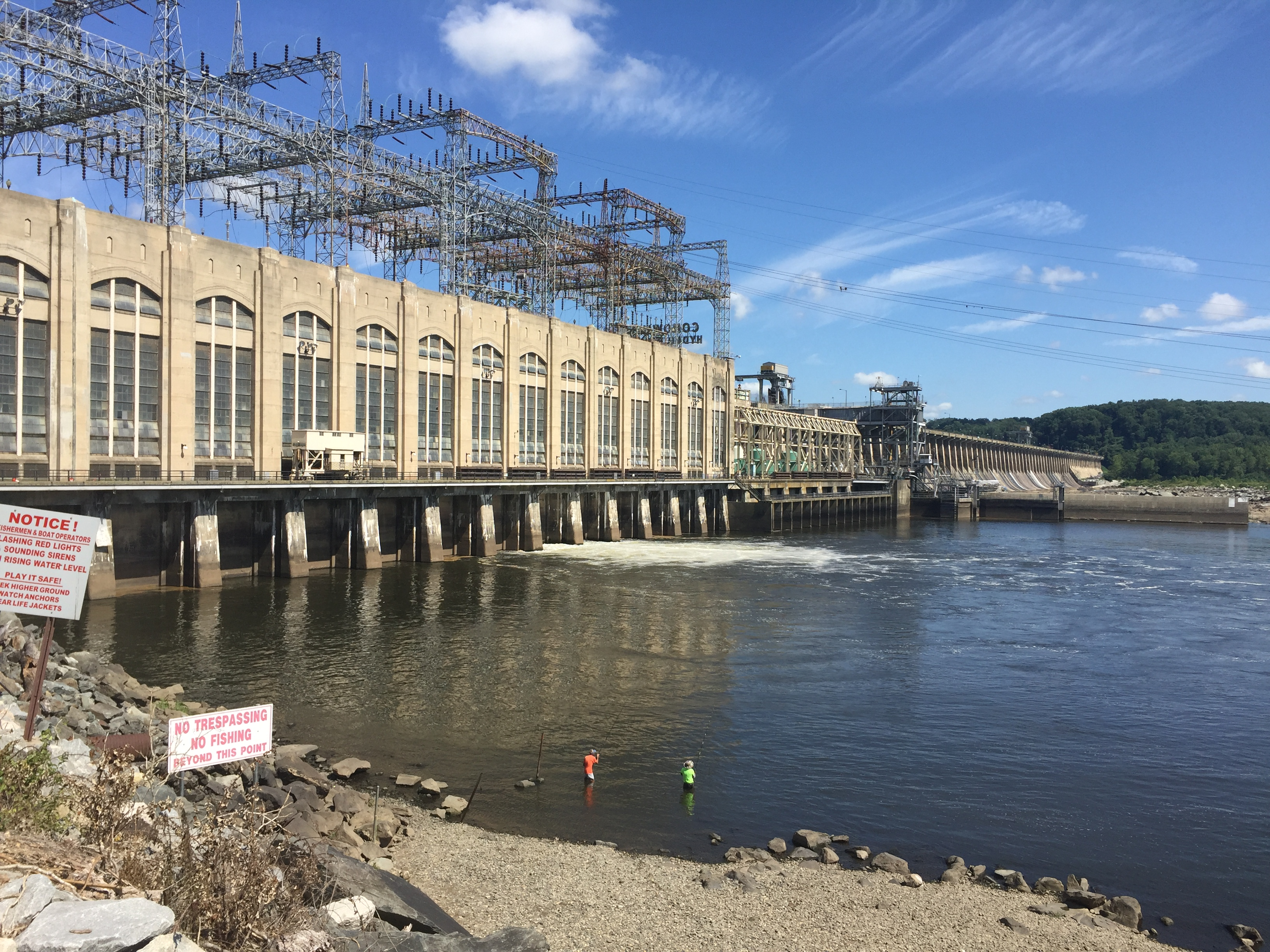
ГЭС Коновинго

## Медицина

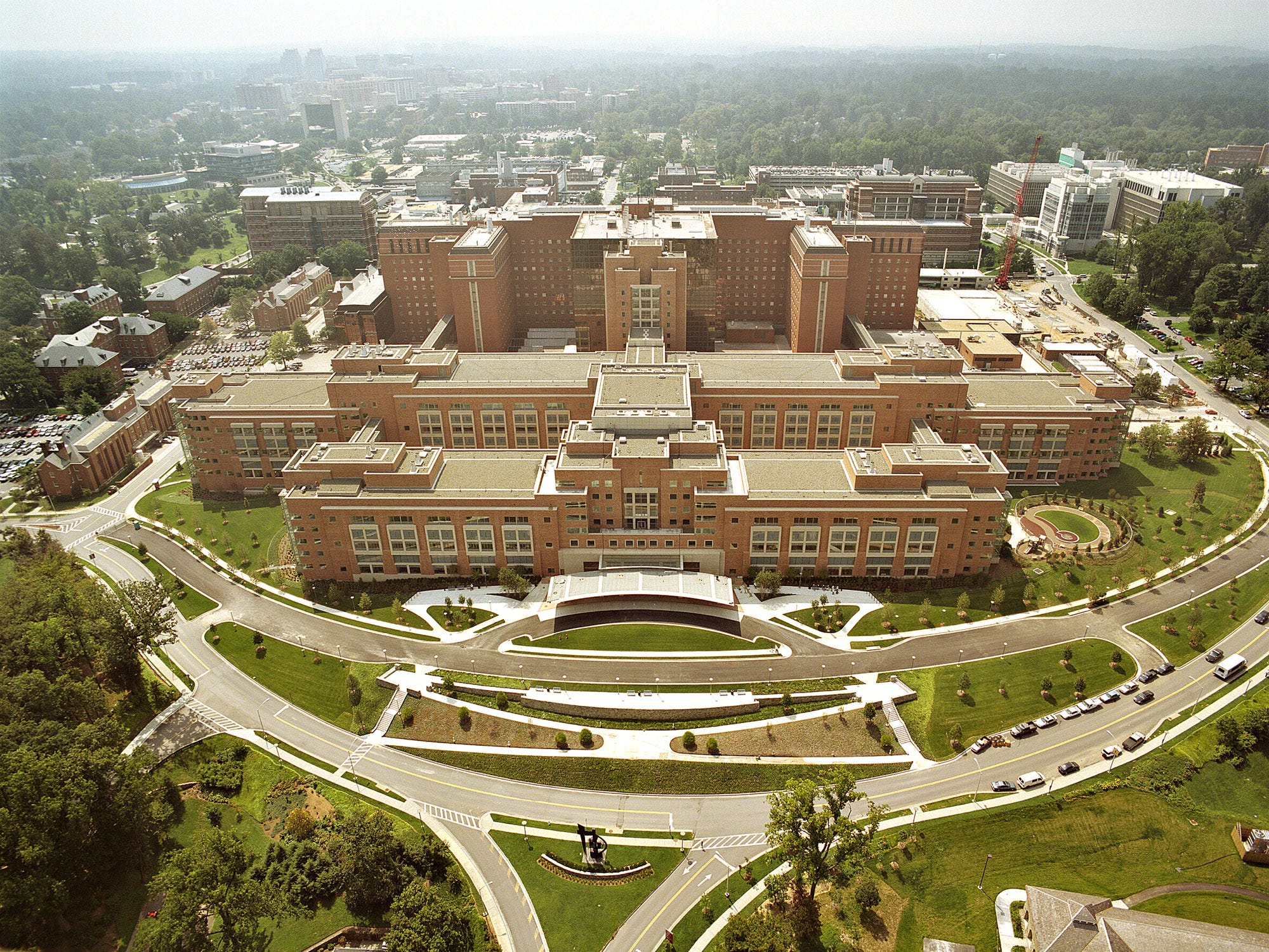
Клинический центр НИЗ

Крупнейшими работодателями в сфере медицины являются университетский госпиталь Джонса Хопкинса (Балтимор), клинический центр  Национальных институтов здравоохранения (Бетесда), медицинский центр Мэрилендского университета (Балтимор), Baltimore Washington Medical Center Мэрилендского университета (Глен-Берни), Национальный военно-медицинский центр имени Уолтера Рида (Бетесда), Sinai Hospital (Балтимор), Holy Cross Hospital (Силвер-Спринг), Mercy Medical Center (Балтимор), Anne Arundel Medical Center (Аннаполис), Greater Baltimore Medical Center (Таусон), St. Joseph Medical Center Мэрилендского университета (Таусон), Johns Hopkins Bayview Medical Center (Балтимор), Franklin Square Medical Center (Роуздейл), Frederick Memorial Hospital (Фредерик), Laurel Regional Hospital (Лорел), Veterans Medical Center (Балтимор).
В Балтиморе базируются управляющие медицинские компании LifeBridge Health, Johns Hopkins Health System и University of Maryland Medical System, в Коламбии — MedStar Health, в Гейтерсберге — Adventist HealthCare, в Эликот-Сити (Хауард) — Lorien Health Systems.

## Наука и образование
Система государственного дошкольного, школьного и высшего образования Мэриленда является одной из лучших в стране. Крупнейшим работодателем штата является частный университет Джонса Хопкинса (Балтимор) и его подразделения, в том числе медицинская школа, бизнес-школа (Балтимор) и лаборатория прикладной физики (Лорел). В Аделфи (Принс-Джорджес) базируется University System of Maryland, которая объединяет университеты, исследовательские центры и больницы штата. 
Другими крупными учреждениями являются Мэрилендский университет в Колледж-Парке (Принс-Джорджес), Мэрилендский университет в Катонсвиле (округ Балтимор), бизнес-школа Роберта Смита (Колледж-Парк), Общественный колледж города Балтимор (Балтимор), Общественный колледж округа Анн-Арандел (Арнолд), Общественный колледж округа Принс-Джорджес (Ларго), университет Таусона (Таусон), университет Солсбери (Солсбери), университет Маунт-Сент-Мэри (Эмитсберг), колледж Монтгомери (Роквилл, Джермантаун и Такома-Парк), колледж МакДэниел (Вестминстер), колледж Южного Мэриленда (Ла-Плата), Мэрилендский колледж Сент-Мэри (Сент-Мэри-Сити), Военно-медицинский университет (Бетесда), Медицинский институт Говарда Хьюза (Чеви-Чейс), Чесапикская биологическая лаборатория (Соломонс), Институт геномики Крейга Вентера (Роквилл), биомедицинский исследовательский центр компании Leidos (Фредерик), фармацевтический исследовательский центр компании Charles River Laboratories (Фредерик).

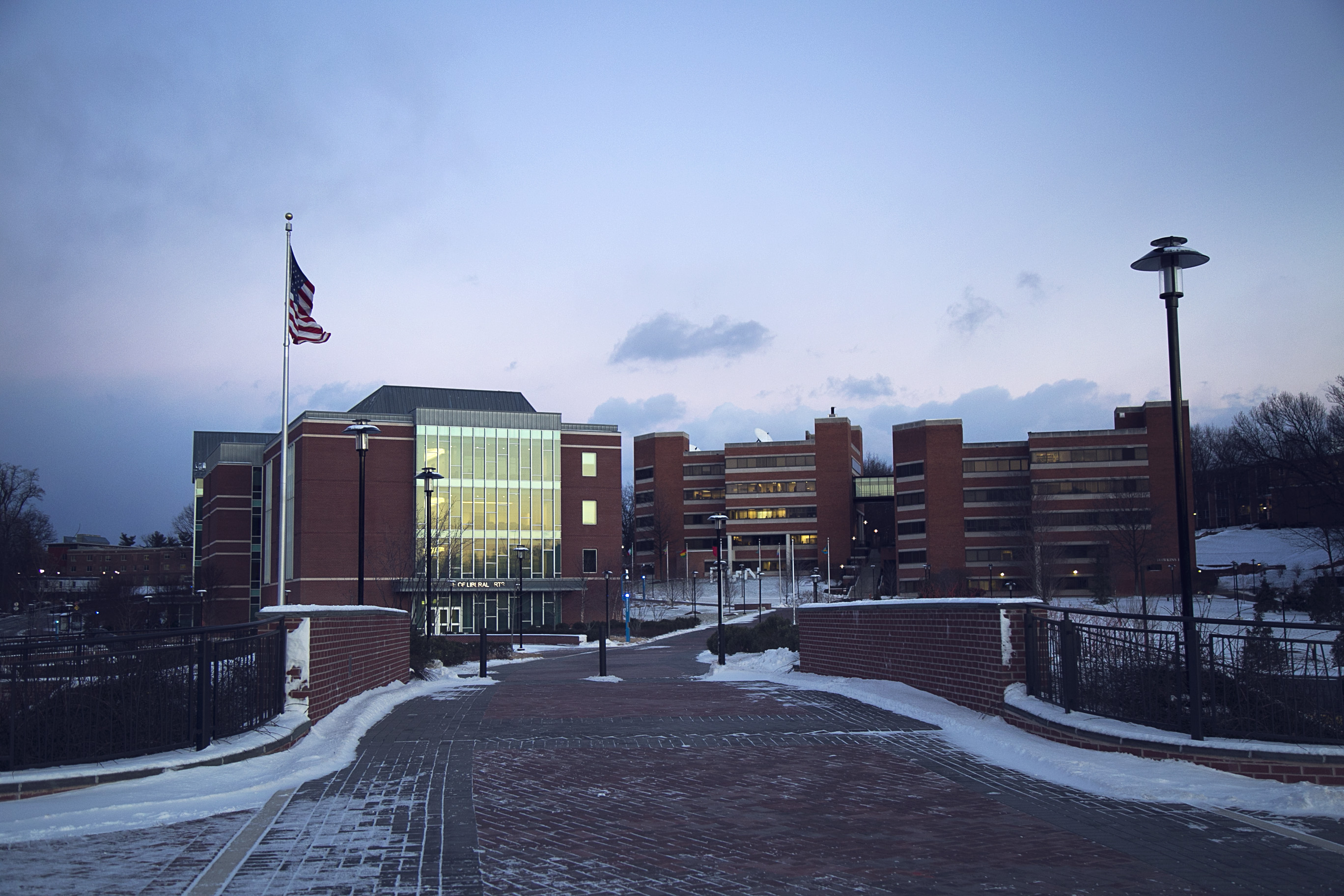
Университет Таусона
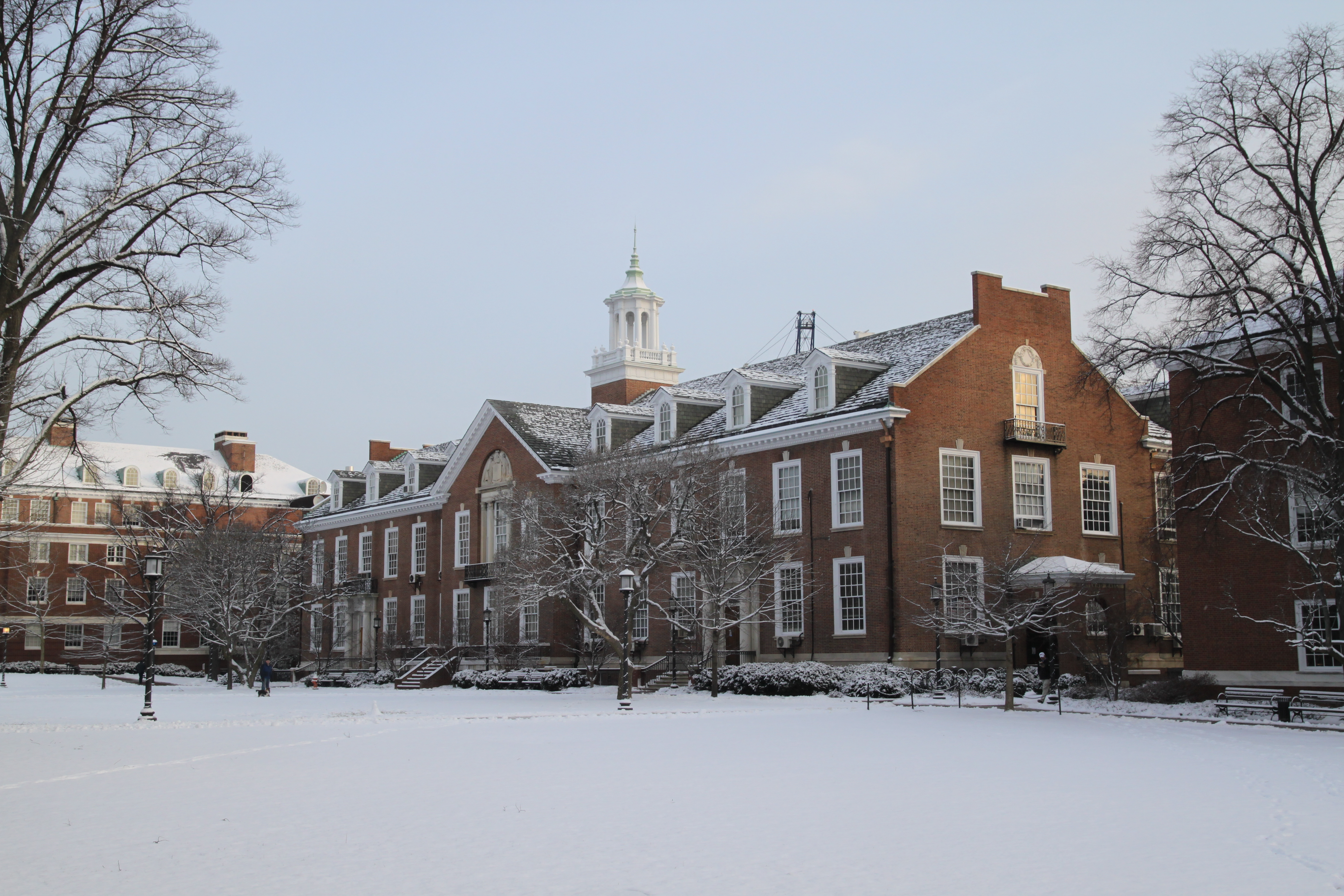
Университет Джонса Хопкинса
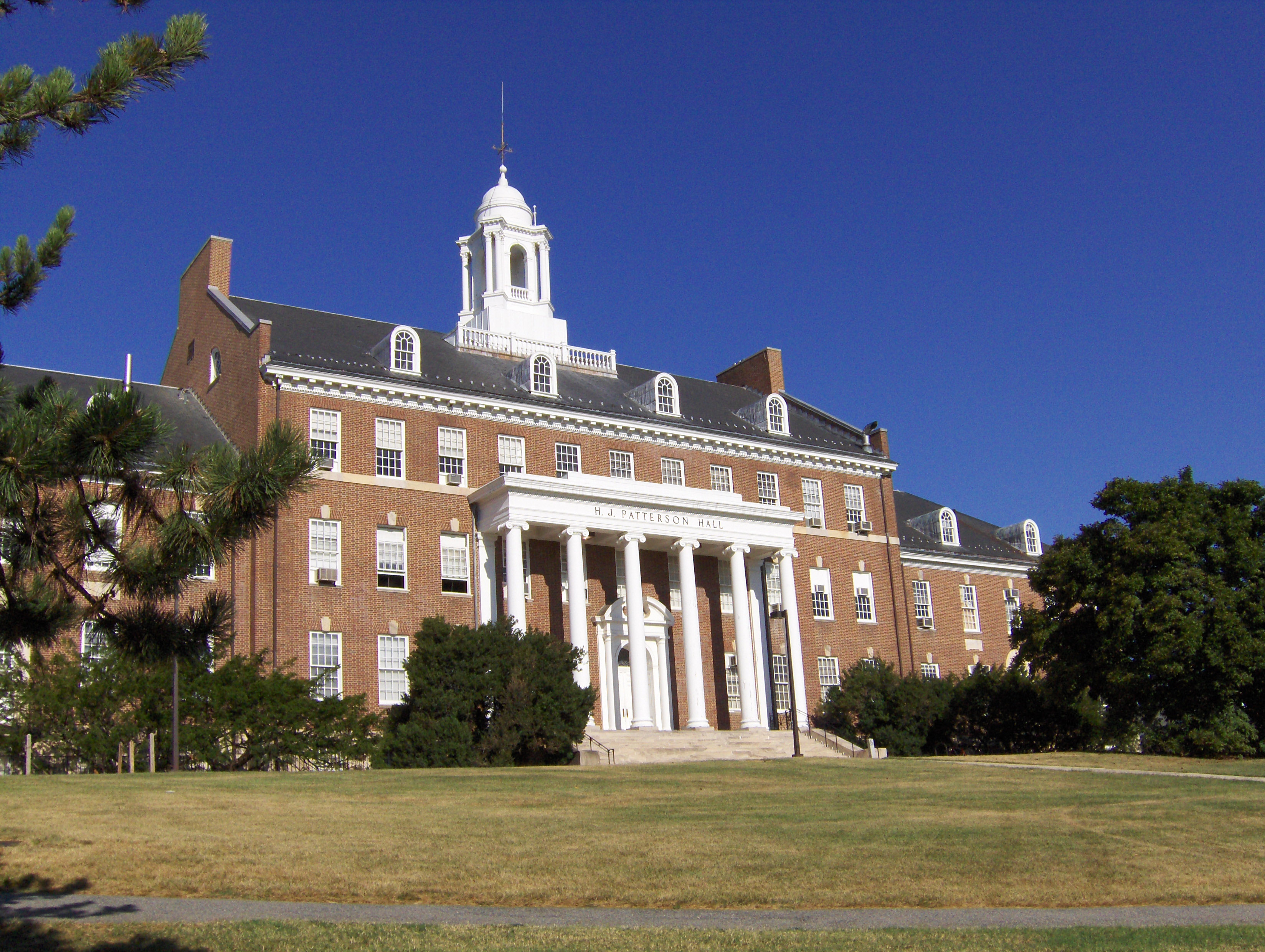
Мэрилендский университет
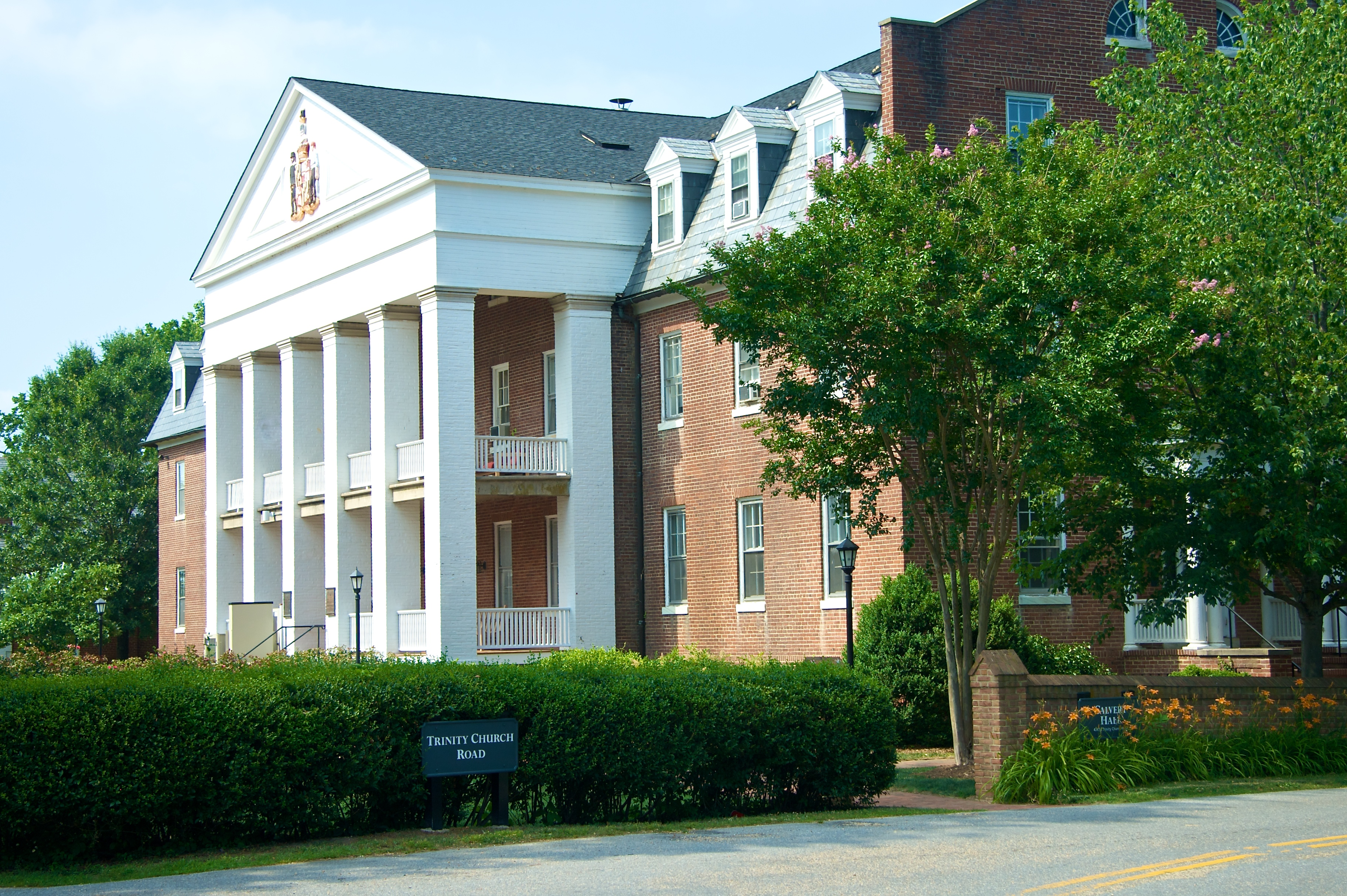
Колледж Сент-Мэри

## Профессиональные и деловые услуги
В Балтиморе расположена штаб-квартира компании Prometric (проведение тестов), а также офисы PricewaterhouseCoopers (консалтинг и аудит). В Роквилле базируется компания Westat (исследования в областях здравоохранения, образования, социальной политики и транспорта), а также расположен офис Booz Allen Hamilton (консалтинг). 
В Хановере базируется компания Allegis Group (подбор персонала и управление трудовыми ресурсами). В Коламбии базируется компания Nielsen Audio, входящая в состав Nielsen Company (маркетинговые исследования). Во Фредерике расположен офис Bechtel (исследования и консалтинг), в Гейтерсберге — офисы Sodexo (удалённое управление и сервисное обслуживание) и GXS Inc. (управление и консалтинг, входит в состав группы OpenText). В Дервуде базируется организация Goodwill Industries (реабилитация, обучение и трудоустройство инвалидов, ветеранов, бывших алкоголиков и наркоманов, а также крупная сеть благотворительных магазинов).
В Силвер-Спринг базируются Американская сестринская ассоциация и организация по оказанию гуманитарной помощи Global Communities.

## Туризм, гостиничное дело и досуг

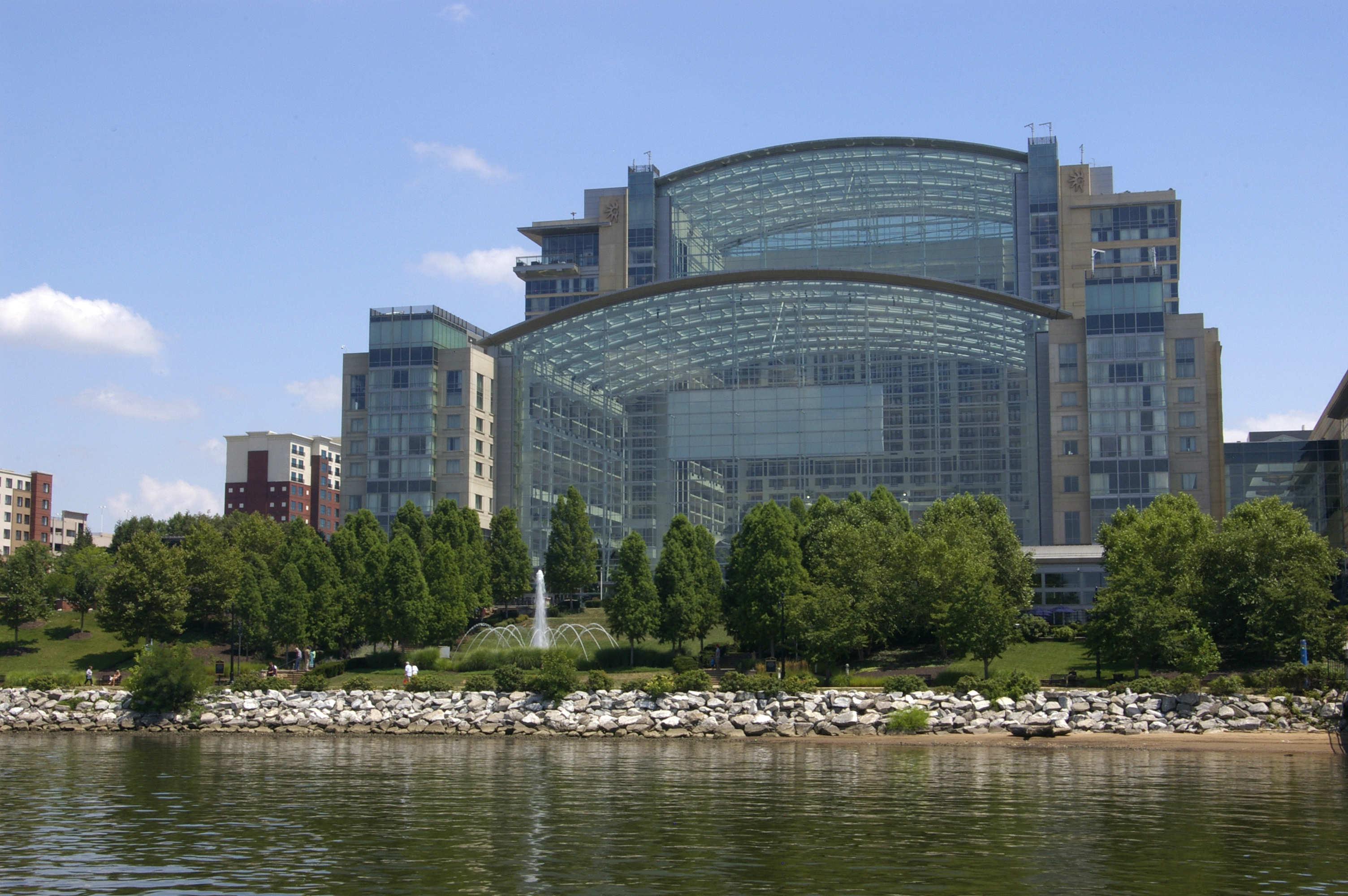
Gaylord National Resort & Convention Center

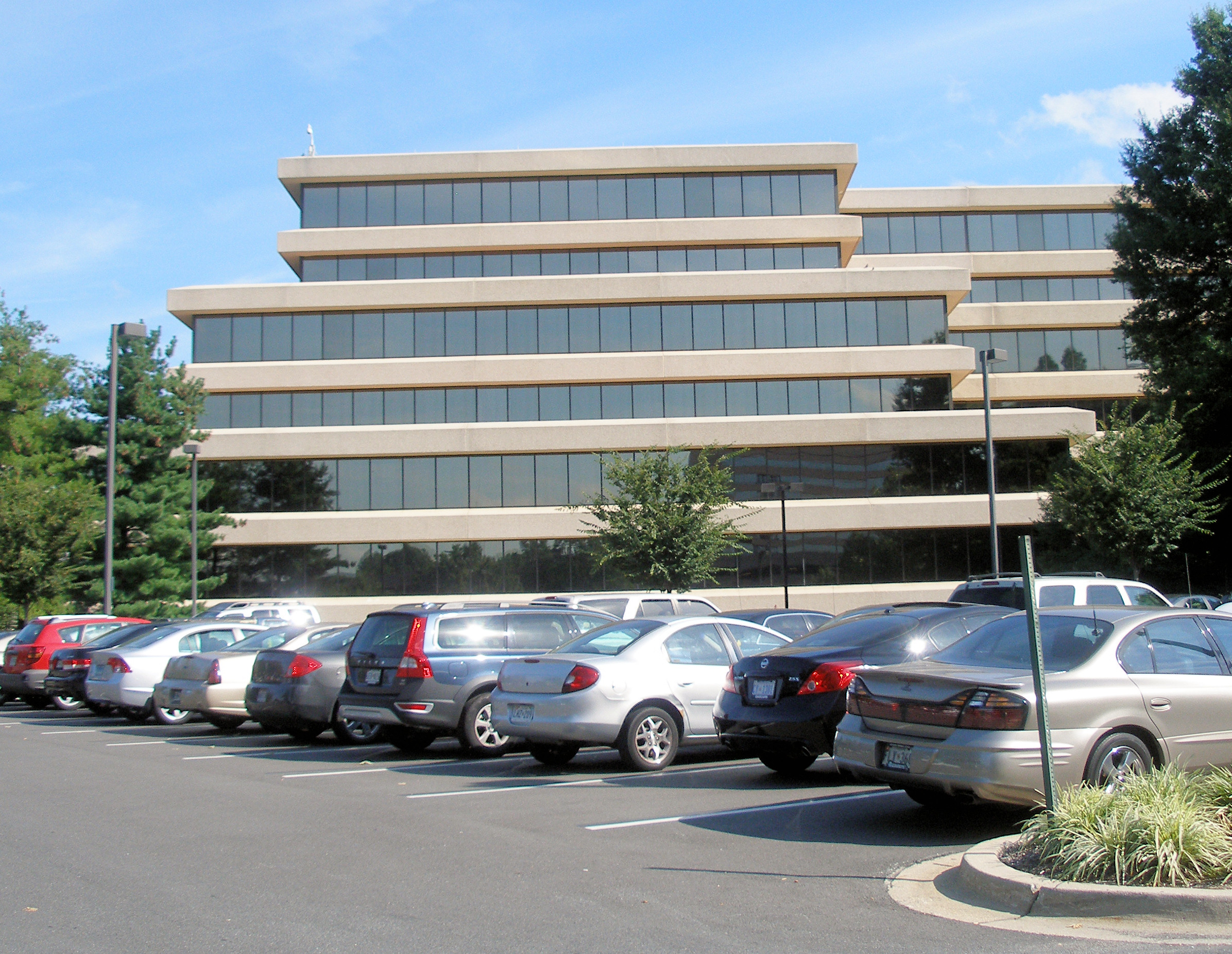
Штаб-квартира Marriott International

В Мэриленде расположены штаб-квартиры крупных гостиничных сетей Marriott International (Бетесда), Host Hotels & Resorts (Бетесда), Choice Hotels (Роквилл), Ritz-Carlton (Чеви-Чейс). Самым популярным курортом штата является Ошен-Сити (Вустер). Здесь вдоль пляжа расположены многочисленные отели, рестораны, кафе, магазины, клубы, аттракционы, а также парк развлечений. 
В Хановере (Анн-Арандел) базируется игорно-развлекательный комплекс Live! Casino & Hotel компании The Cordish Companies. В Чесапик-Бич (Калверт) расположены комплекс Chesapeake Beach Resort and Spa, аквапарк и железнодорожный музей. 
В Нэшнл-Харборе (Принс-Джорджес) расположен крупнейший в штате выставочный комплекс Gaylord National Resort & Convention Center компании Ryman Hospitality Properties. Компания Maryland Jockey Club владеет и управляет ипподромами Pimlico Race Course в Балтиморе и Laurel Park в Лореле (Принс-Джорджес), а также учебным центром в Боуи (Принс-Джорджес). 
В 2014 году Балтимор посетило 24,5 млн туристов, которые потратили в городе свыше 5 млрд долларов. Среди наиболее популярных локаций города — Национальный аквариум в Балтиморе, художественный музей Уолтерс, исторический форт МакГенри, торговый комплекс Harborplace, игорный комплекс Horseshoe Casino, Промышленный музей Балтимора, Железнодорожный музей Baltimore & Ohio, музей Эдгара Аллана По, Американский музей призрачного искусства и стадион Кемден-ярдс.
В Балтиморе и пригородах представлены крупнейшие гостиничные сети Four Seasons, Hilton, Marriott, Sheraton, Hyatt, Radisson, Best Western, Comfort Inn, Comfort Suites, Holiday Inn, Wyndham, La Quinta Inns & Suites, Crowne Plaza, Days Inn, Embassy Suites, Renaissance, Hampton Inn, DoubleTree, Fairfield Inn, Courtyard, Residence Inn, Homewood Suites, Candlewood Suites, Knights Inn, Delta Hotels, Quality Inn, Americas Best Value Inn, Sleep Inn & Suites, Cambria Hotels & Suites, Travelodge.

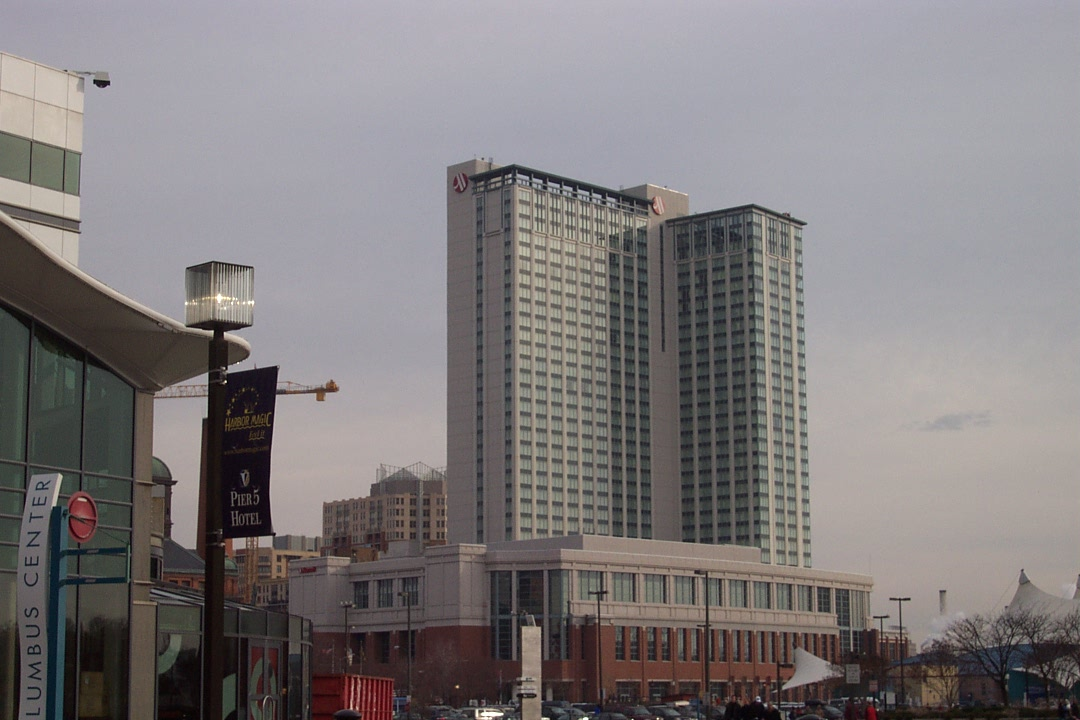
Marriott (Балтимор)
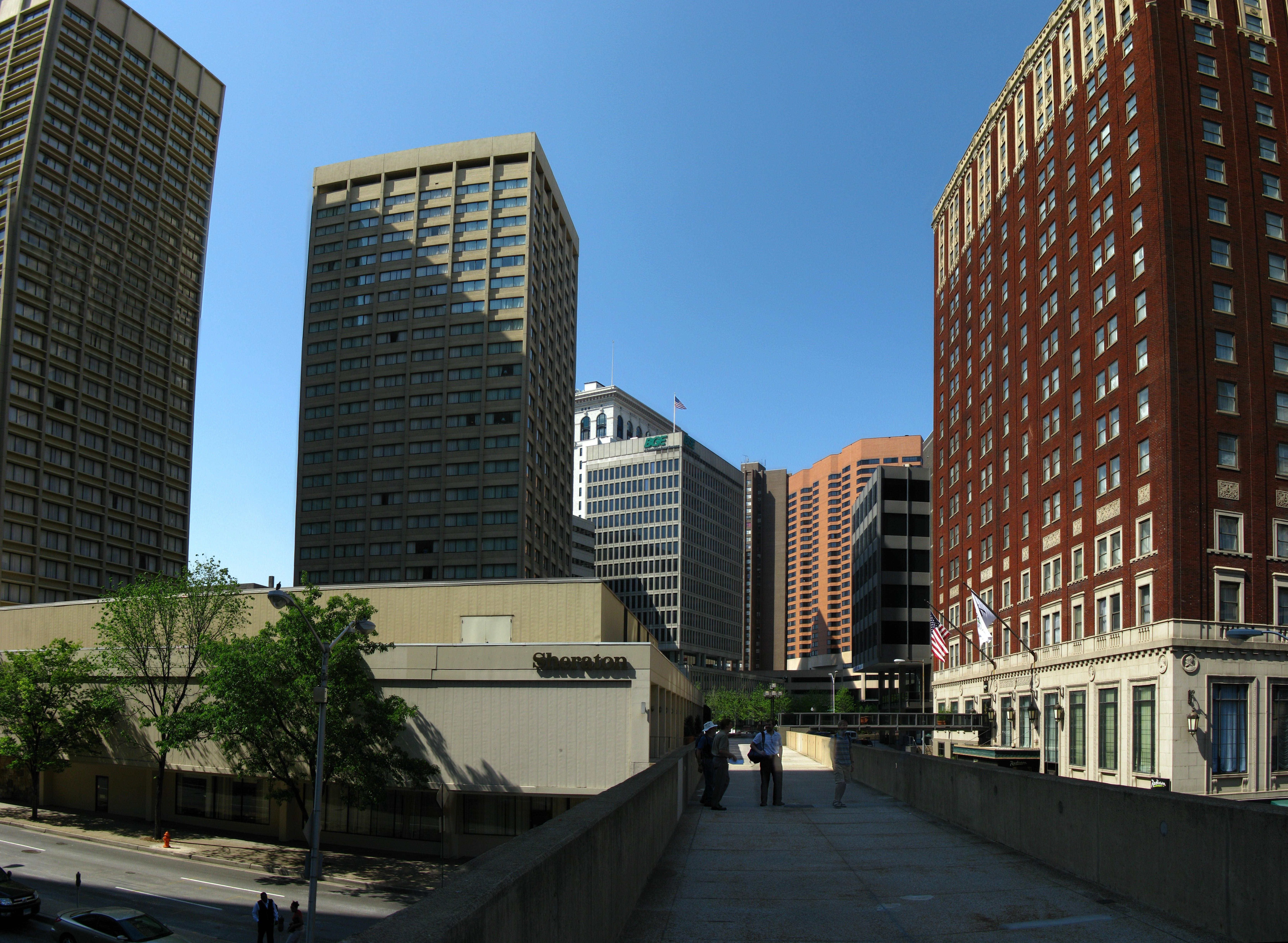
Sheraton (Балтимор)
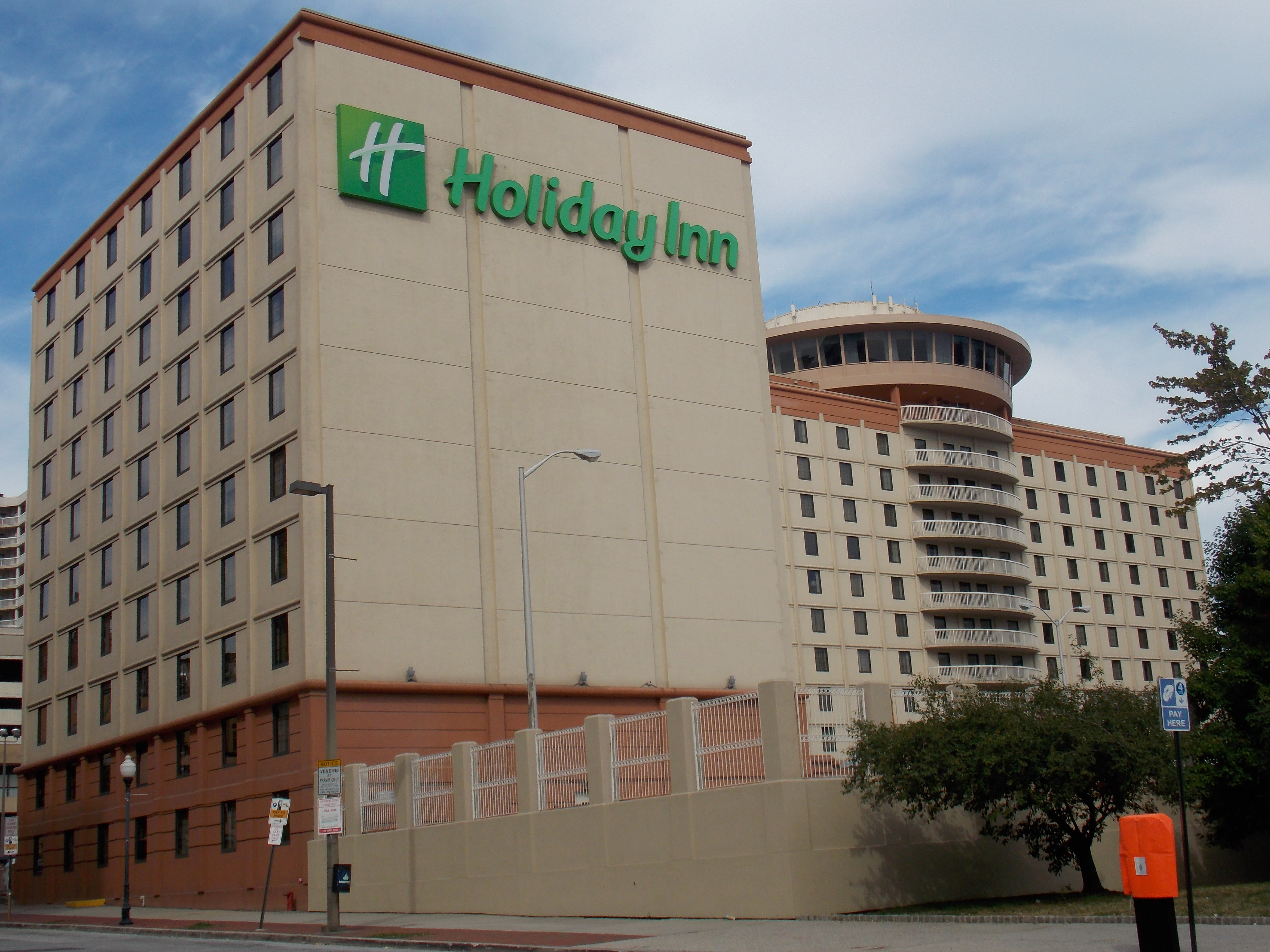
Holiday Inn (Балтимор)

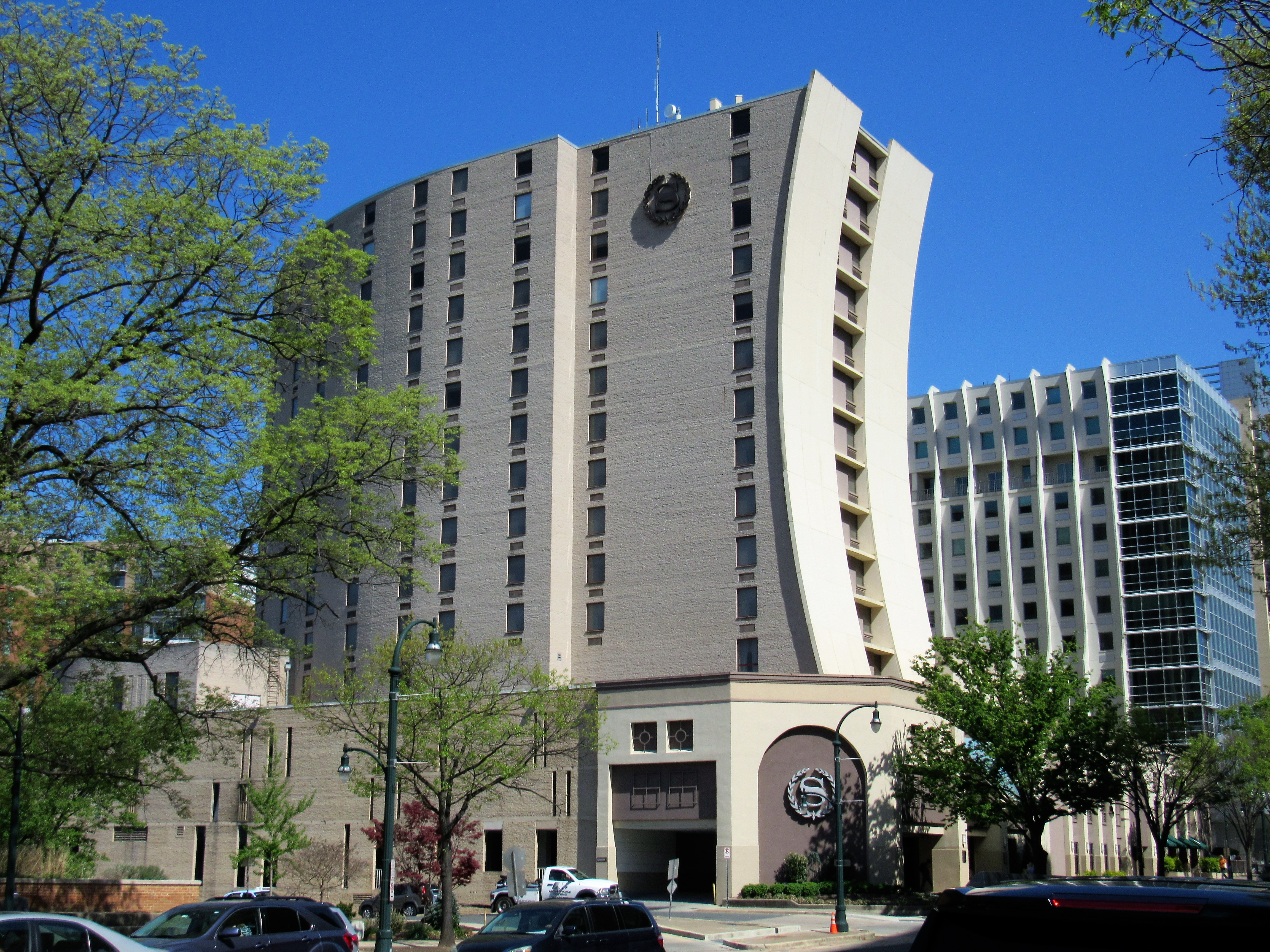
Sheraton (Силвер-Спринг)
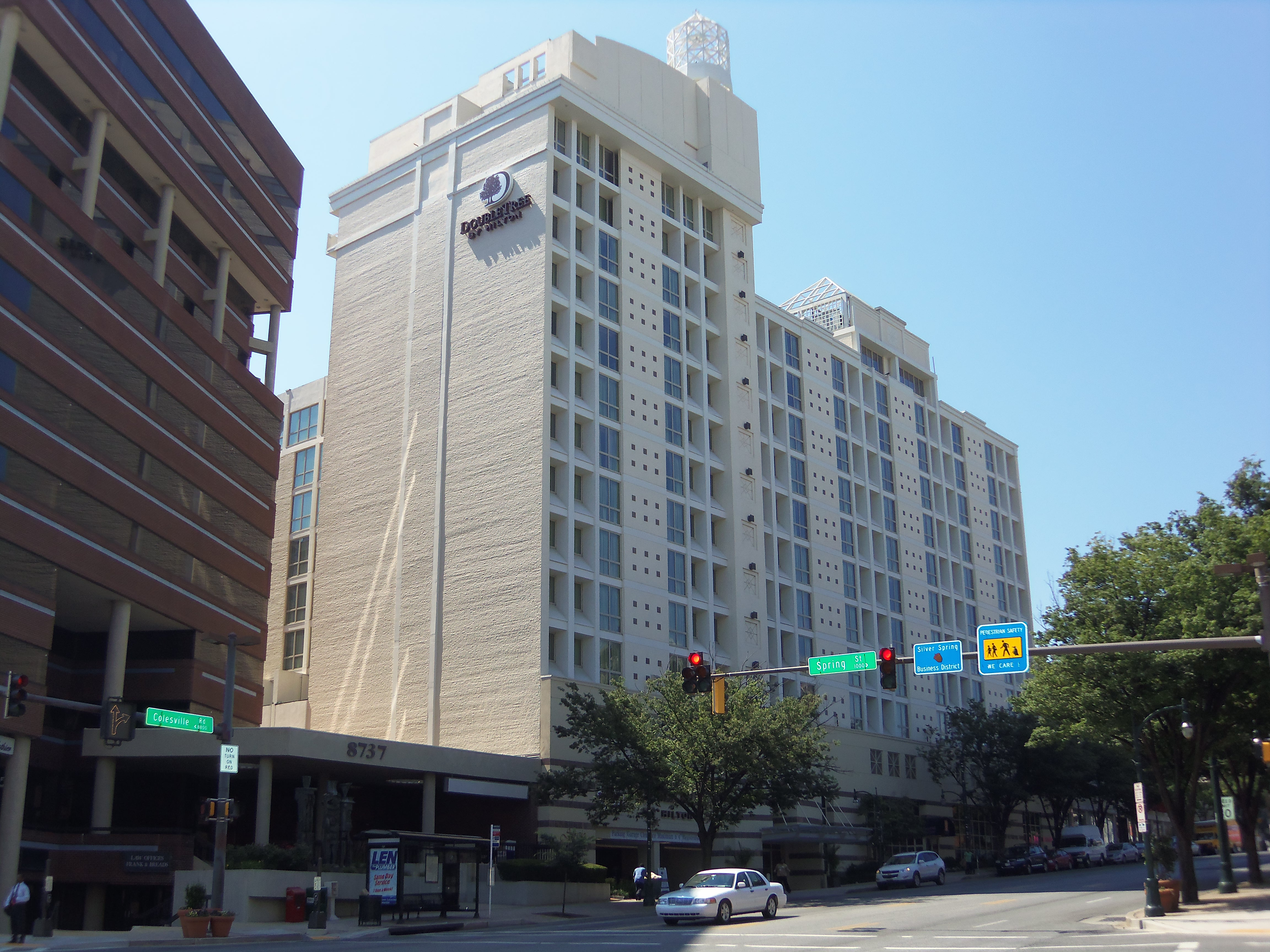
Double Tree (Силвер-Спринг)
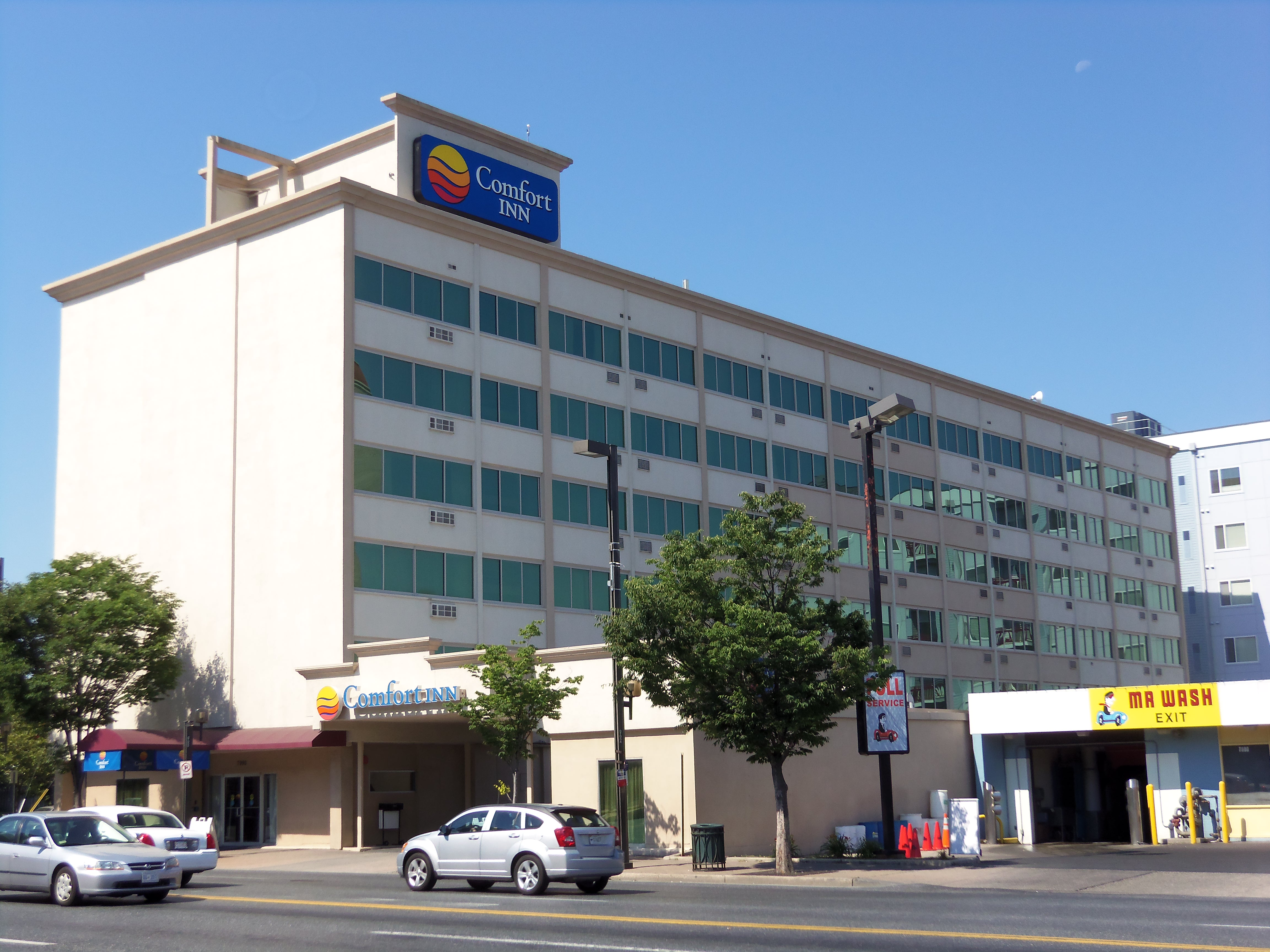
Comfort Inn (Силвер-Спринг)

## Финансовые услуги

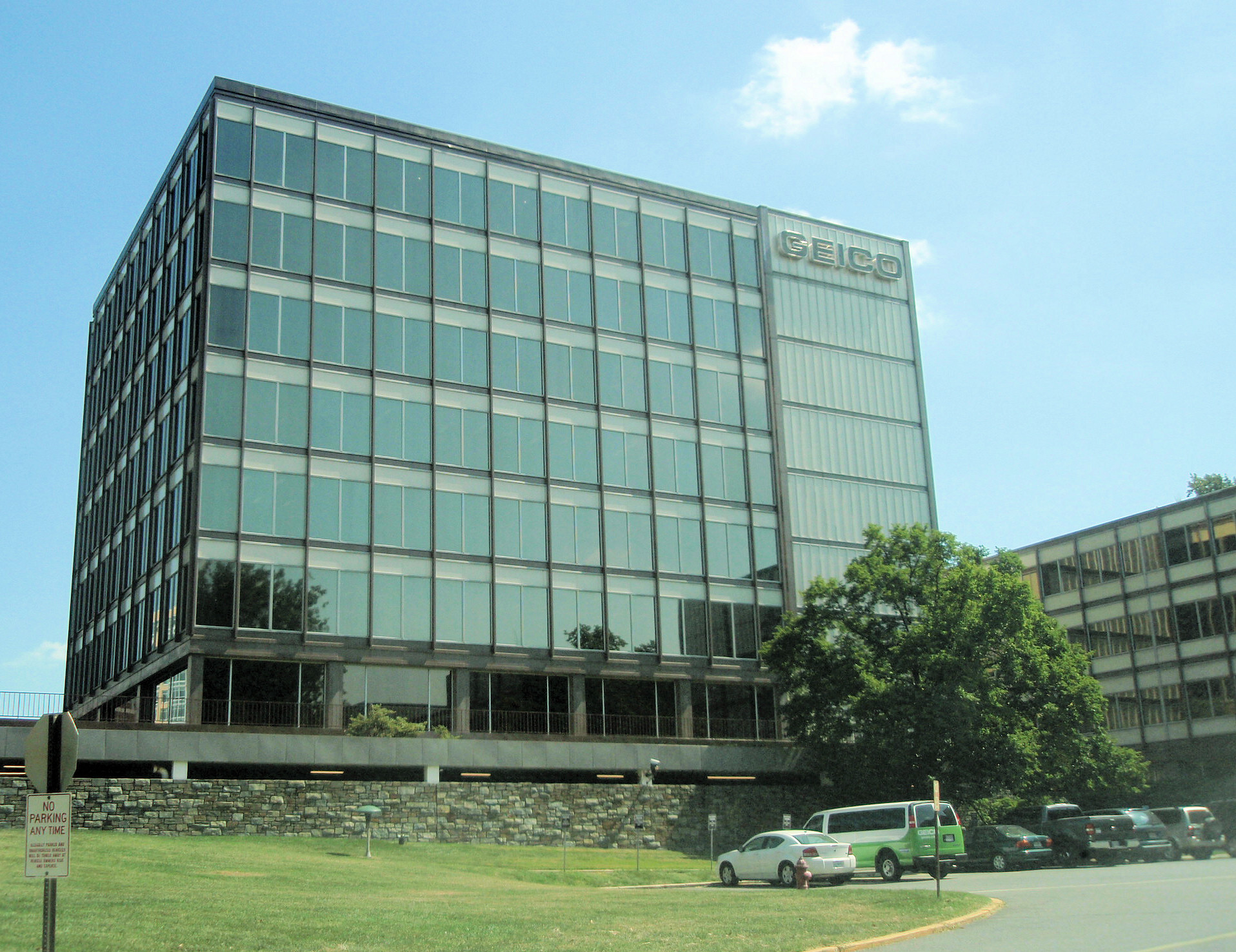
Штаб-квартира GEICO

В Балтиморе расположены штаб-квартиры компаний T. Rowe Price и Legg Mason (управление активами). В Бетесде базируются компания AGNC Investment (инвестиции в недвижимость и ценные бумаги), страховая компания Coventry Health Care (входит в состав группы Aetna) и RLJ Companies (управление активами). В Чеви-Чейс расположена штаб-квартира страховой компании GEICO.
Важными работодателями в финансовом секторе штата являются банки и финансовые компании Bank of America, Merrill Lynch, Capital One, Wells Fargo, Citibank, M&T Bank, Royal Bank of Canada, BB&T, PNC Financial Services, First Data, страховые компании The Travelers Companies, MetLife, UnitedHealth Group, State Farm Insurance.

## Недвижимость
По состоянию на 2010 год, сфера недвижимости являлась крупнейшим частным сектором в экономике штата (17 % экономической активности Мэриленда). Наибольший оборот имели рынки жилья и офисов, что обусловлено близостью штата к столичному округу. 
В Балтиморе расположены штаб-квартиры The Cordish Companies, которая владеет и управляет казино, отелями, торговыми центрами, развлекательными комплексами и офисами, и Erickson Living, которая управляет жилыми кампусами для пенсионеров. В Коламбии базируется компания Corporate Office Properties Trust, которая сдаёт в аренду офисные здания правительственным структурам и военным корпорациям.

## Промышленность

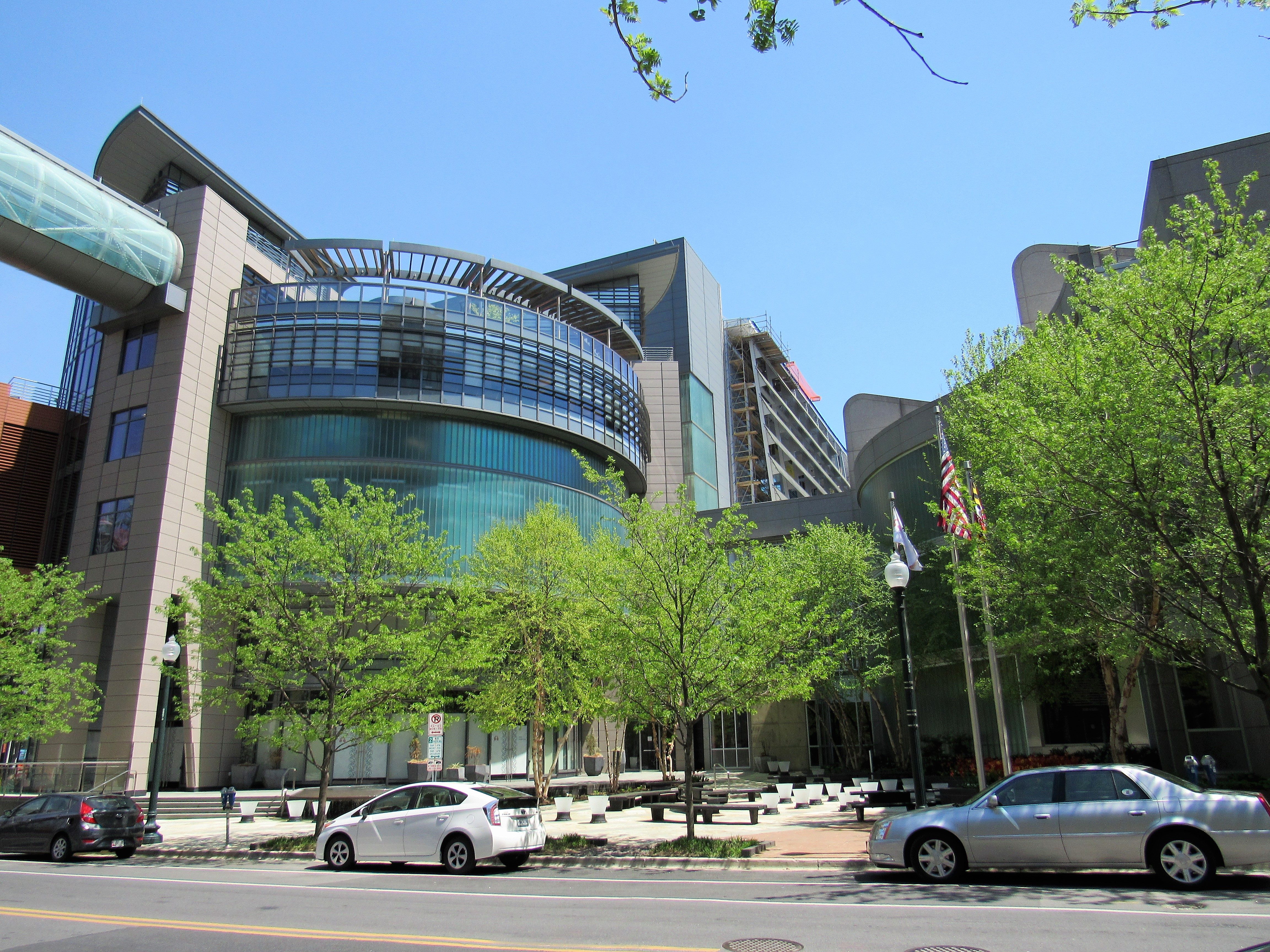
Штаб-квартира United Therapeutics

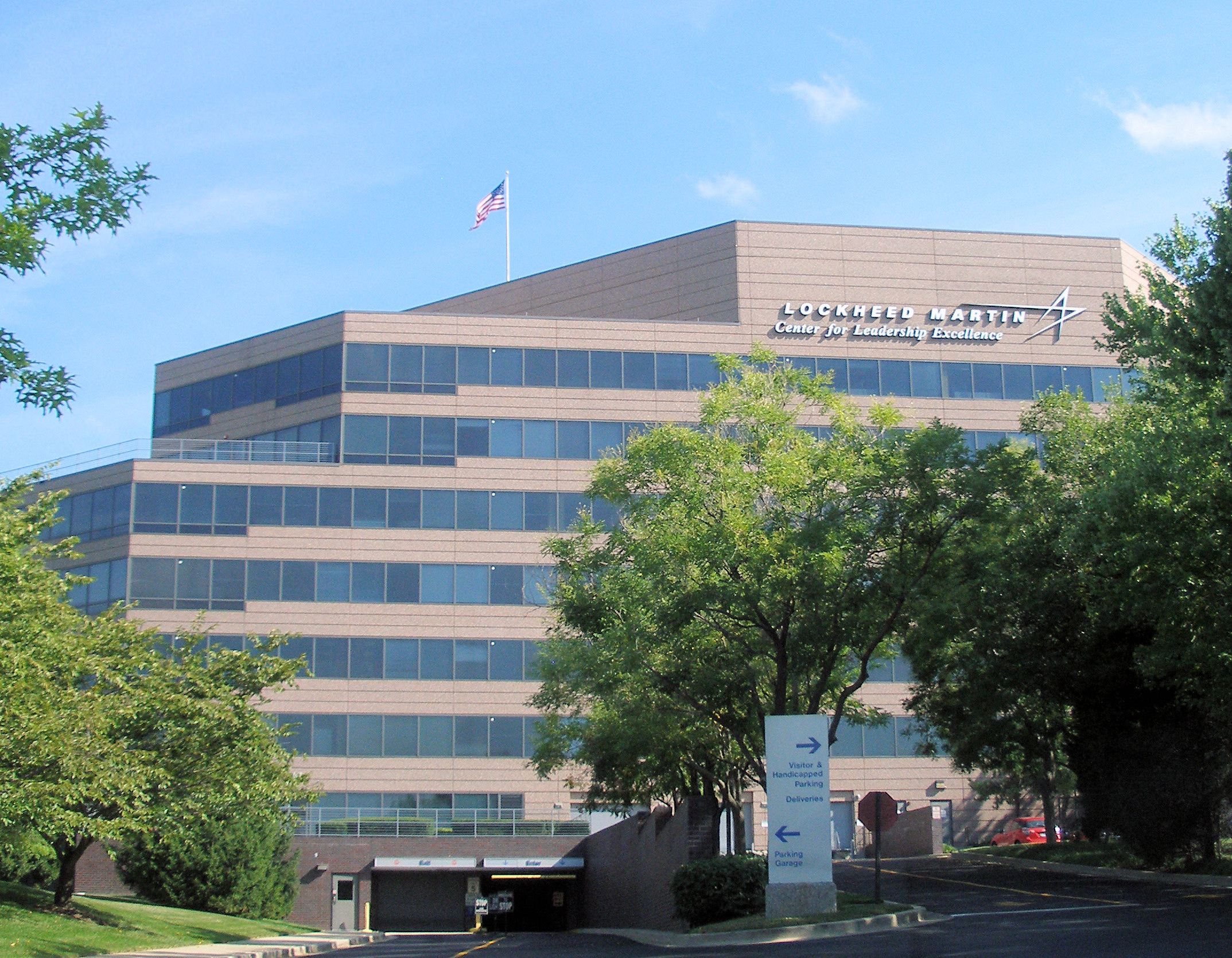
Штаб-квартира Lockheed Martin

Промышленность Мэриленда специализируется на производстве электроники, электроинструментов, компьютерного и авиаракетного оборудования, химических и биотехнологических изделий. Значительно сократилась доля чёрной металлургии и автомобильной промышленности, которые ранее играли ключевую роль. Среди крупнейших промышленных предприятий, прекративших своё существование — металлургический комбинат Bethlehem Steel в Спэрроуз-Пойнт, судостроительные верфи Bethlehem Shipbuilding в Спэрроуз-Пойнт и Балтиморе, автосборочный завод General Motors в Балтиморе.
Крупнейшей промышленной компанией штата является Lockheed Martin (Бетесда), специализирующаяся на производстве самолётов, ракет и электроники. В Спарксе (округ Балтимор) расположены штаб-квартиры McCormick & Company (производство специй, приправ и пищевых ароматизаторов) и Apex Tool Group (производство электрических и ручных инструментов, входит в состав группы Bain Capital), в Таусоне (округ Балтимор) — штаб-квартира Black & Decker (производство электрических и ручных инструментов, входит в состав группы Stanley Black & Decker), в Хановере (Анн-Арандел) — штаб-квартира Ciena Corporation (производство сетевого оборудования), в Коламбии (Хауард) — штаб-квартира химической компании W. R. Grace and Company, в Силвер-Спринг — штаб-квартира биотехнологической компании United Therapeutics. 
В Линтикаме базируются производители электроники Northrop Grumman Electronic Systems и Northrop Grumman Mission Systems (подразделения Northrop Grumman Corporation), в Коламбии — производитель систем связи Integral Systems (подразделение Kratos Defense & Security Solutions) и производитель пищевых добавок Martek Biosciences Corporation (подразделение голландской группы Royal DSM), в Джермантауне — американское подразделение биотехнологической группы Qiagen. 
В Балтиморе расположены производитель спортивной одежды и обуви Under Armour, биотехнологическая компания BRT Laboratories, завод двигателей Lockheed Martin Rotary and Mission Systems, сахарный завод компании American Sugar Refining и судоремонтная верфь Береговой охраны США. В Гейтерсберге (Монтгомери) базируются фармацевтические компании MedImmune (подразделение корпорации AstraZeneca) и Emergent BioSolutions. В Кларксберге базируется производитель средств связи Thales Communications (подразделение группы Thales).
В Солсбери базируется агропромышленная корпорация Perdue Farms (производство курятины, индюшатины, свинины и зерна). В Крисфилде (Сомерсет) расположен лакокрасочный завод компании Sherwin-Williams, в Хейгерстауне — завод автокомплектующих компании Mack Trucks (входит в состав группы Volvo), в Уайт-Марше (округ Балтимор) — завод автокомплектующих компании General Motors, в Делмаре (Уайкомико) — завод прохладительных напитков Pepsi Bottling Group.

## Информационные технологии
В Роквилле базируется компания ZeniMax Media (компьютерные игры), а также расположены офисы Lockheed Martin Information Systems, Quest Software, BAE Systems и SAP (программное обеспечение). В Коламбии расположены офисы Cisco и Oracle (программное обеспечение), в Гейтерсберге (Монтгомери) — офисы IBM и Lockheed Martin Information Systems (программное обеспечение). В Риверсайде (Харфорд) базируется компания SafeNet (системы информационной безопасности).

## Средства массовой информации

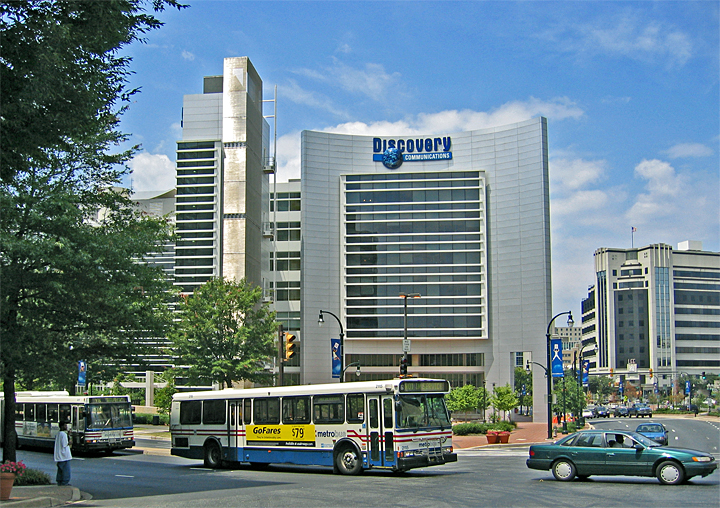
Штаб-квартира Discovery Inc.

В Силвер-Спринг (округ Монтгомери) базируется компания Discovery Inc., которая контролирует популярные телеканалы Discovery Channel, Animal Planet, Investigation Discovery, Discovery Science, TLC, Eurosport, Food Network и Travel Channel. Также в этом городе расположены штаб-квартиры кабельного телеканала TV One и сервиса видео по запросу CuriosityStream.
В Балтиморе базируются влиятельная газета The Baltimore Sun, принадлежащая чикагскому конгломерату Tribune Media, газета Baltimore Afro-American, телеканалы WJZ-TV (входит в группу CBS Corporation) и WBFF (входит в группу Fox Broadcasting Company). В Хант-Вэлли (округ Балтимор) расположена штаб-квартира медиа-холдинга Sinclair Broadcast Group (около 200 телестанций в США, цифровые сети Comet, Charge!, Stadium и TBD, телеканал Tennis Channel, федерация Ring of Honor).

## Сельское хозяйство и рыболовство
Основными сельскохозяйственными культурами Мэриленда являются сладкая кукуруза, соя, сеяные травы и табак, в меньших объёмах выращивают огурцы, помидоры, горох, тыквы, арбузы и дыни. Посевные площади, а также пастбища, леса и сады постепенно сокращаются под давлением жилой и коммерческой застройки. В штате выращивают домашнюю птицу, молочных коров, свиней и овец, производят замороженное мясо, яйца и молочные продукты (в том числе сыр и масло). 
В прибрежных водах Чесапикского залива и Атлантического океана развит вылов рыбы и морепродуктов, особенно окуня, менхэдена, марлина, тунца, ваху, голубого краба и устриц.

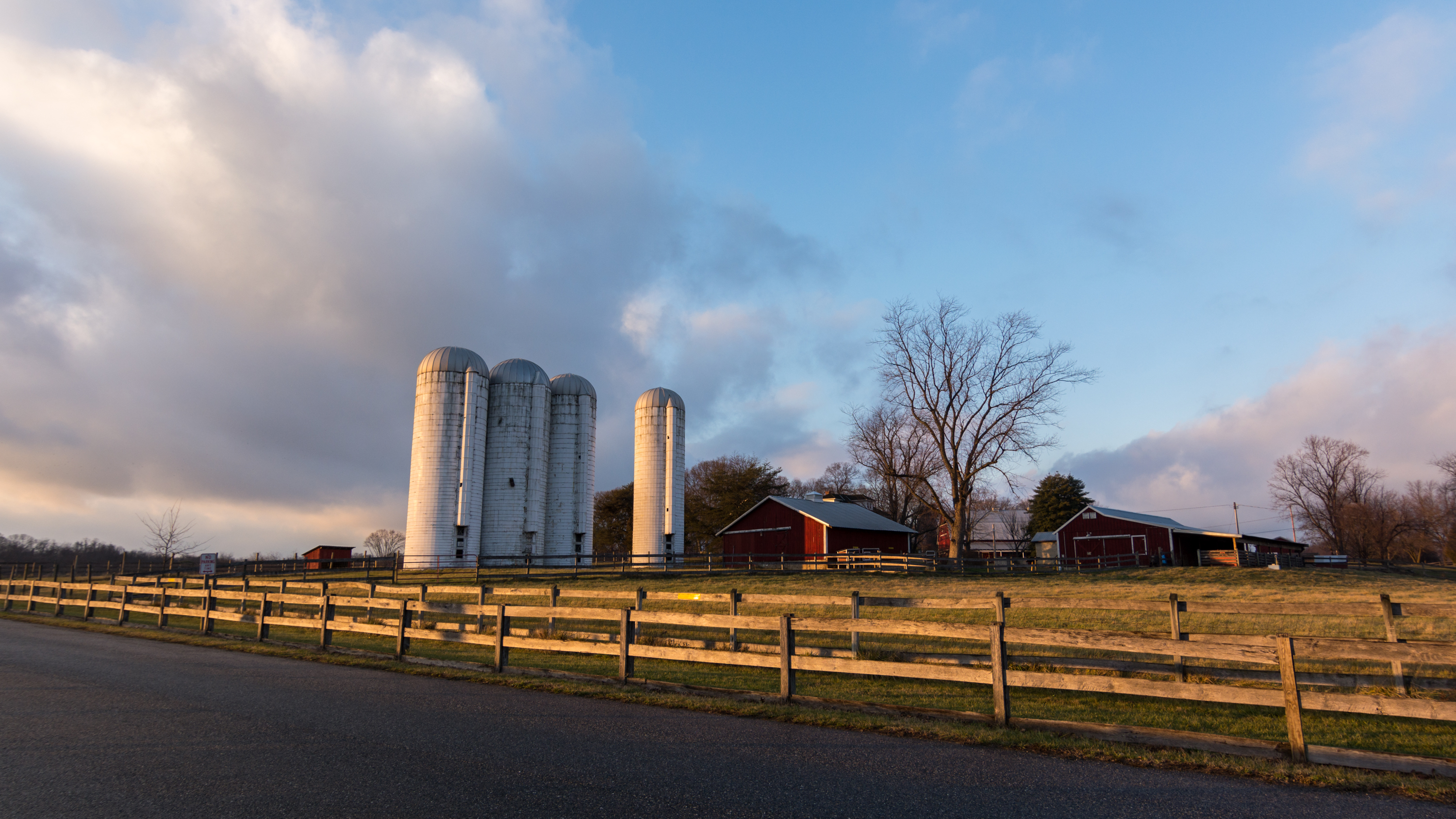
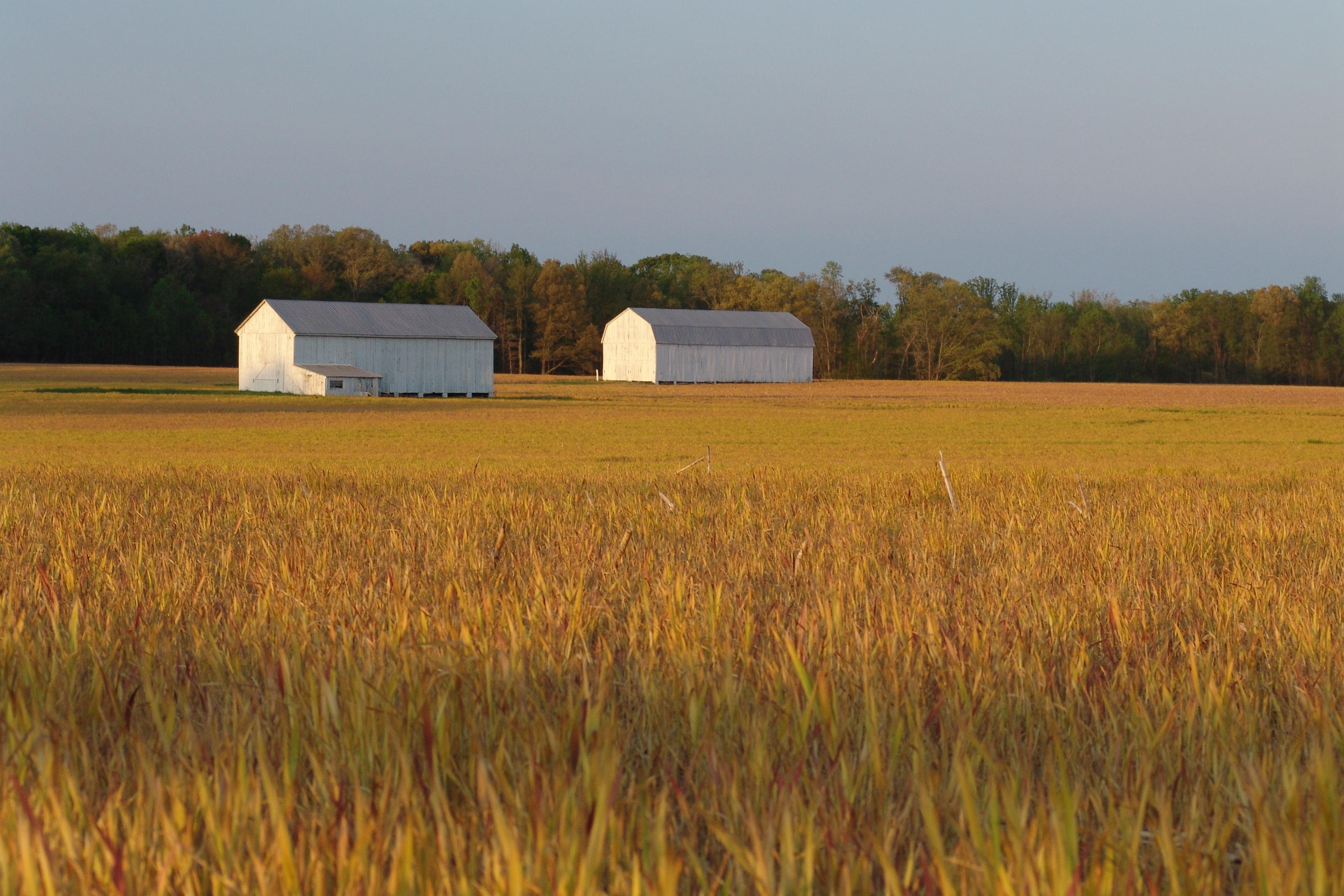
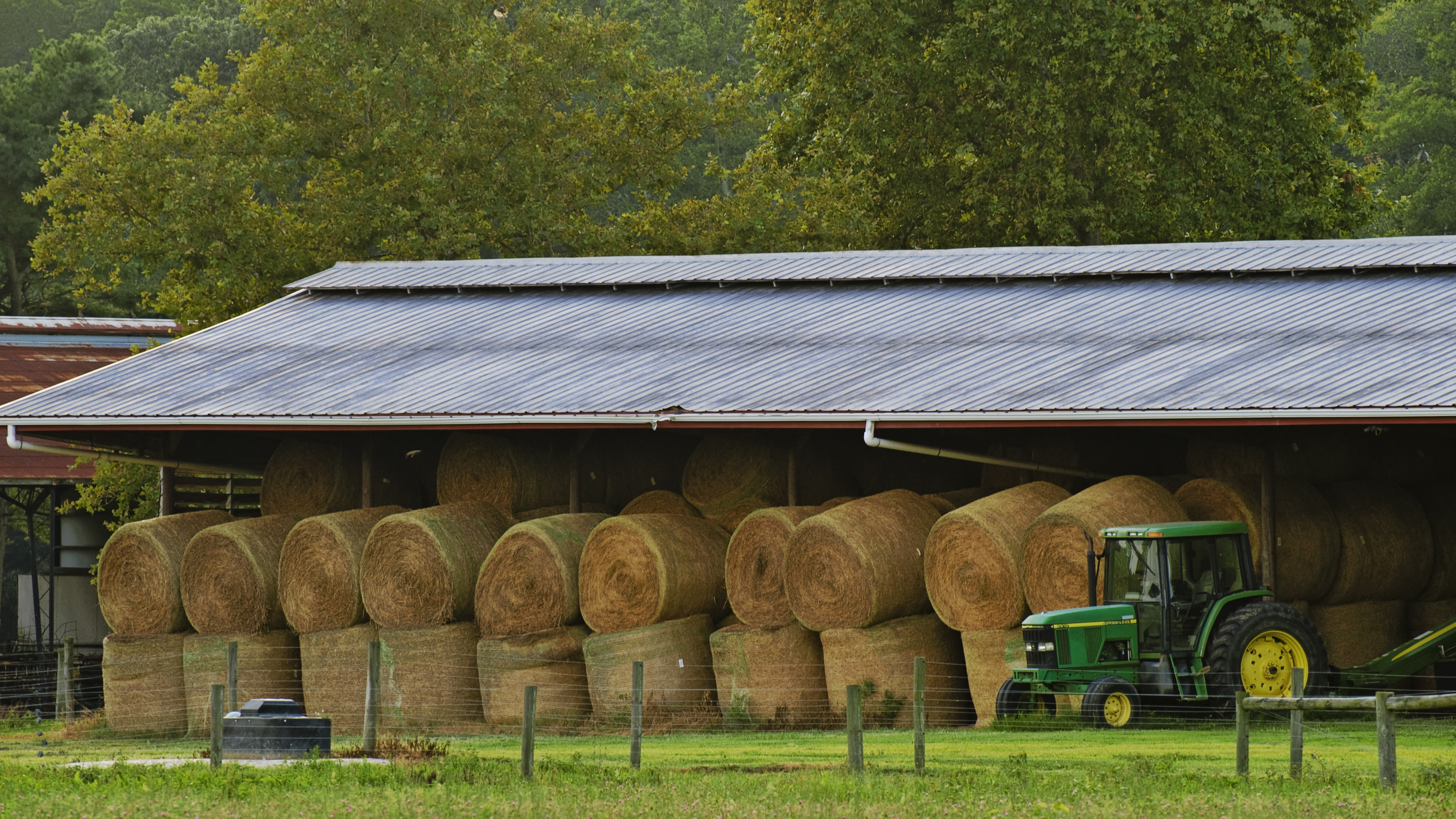